# De Hoop (Garderen)
De molen De Hoop is een in 1852 gebouwde windmolen vlak bij de plaats van de afgebrande achtkantige houtenmolen uit ongeveer 1700. In maart 1853 is de molen in gebruik genomen. De molen staat in Garderen aan de Oud Milligenseweg 7, in de Nederlandse provincie Gelderland. In de molen is het VVV-kantoor gevestigd.

## Geschiedenis

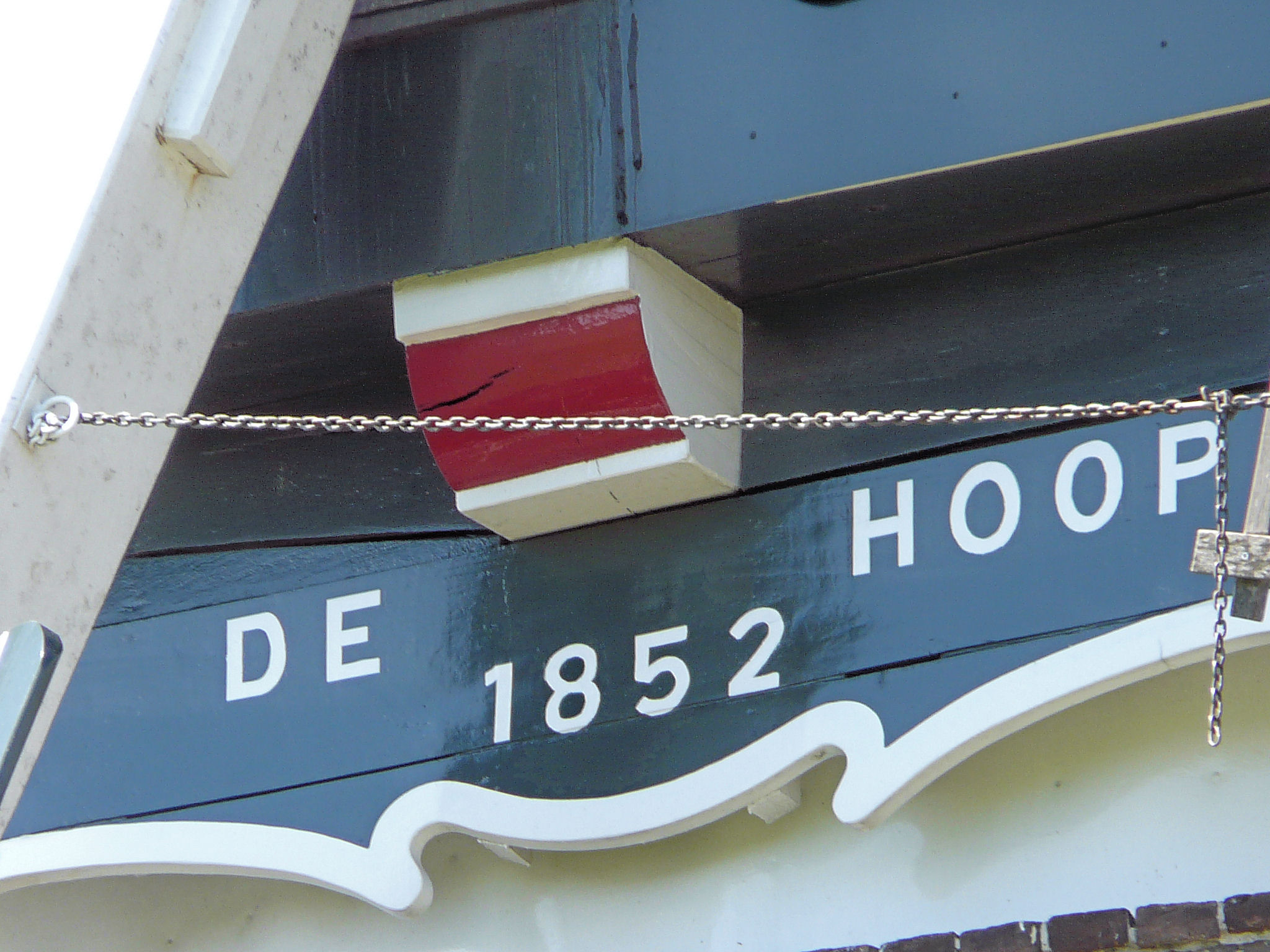
Baard

Al in 1434 werd er windrecht betaald en moet er in Garderen al een molen gestaan hebben. In 1677 is de toenmalige standerdmolen omgewaaid en vervangen door een nieuwe standerdmolen, die ongeveer 20 jaar later afbrandde. Hierna is de achtkantige houtenstellingmolen gebouwd.
De molen is een ronde bakstenen korenmolen van het type stellingmolen met oorspronkelijk 2 koppel maalstenen, een voor het malen van graan voor consumptie en een voor veevoer. Het koppel voor veevoer werd ook gebruikt voor het malen van eek (gedroogde eikenbast). Daarnaast was er een koppel pelstenen voor het pellen van gerst. De plaats waar deze pelstenen gezeten hebben is in de balken nog te zien.

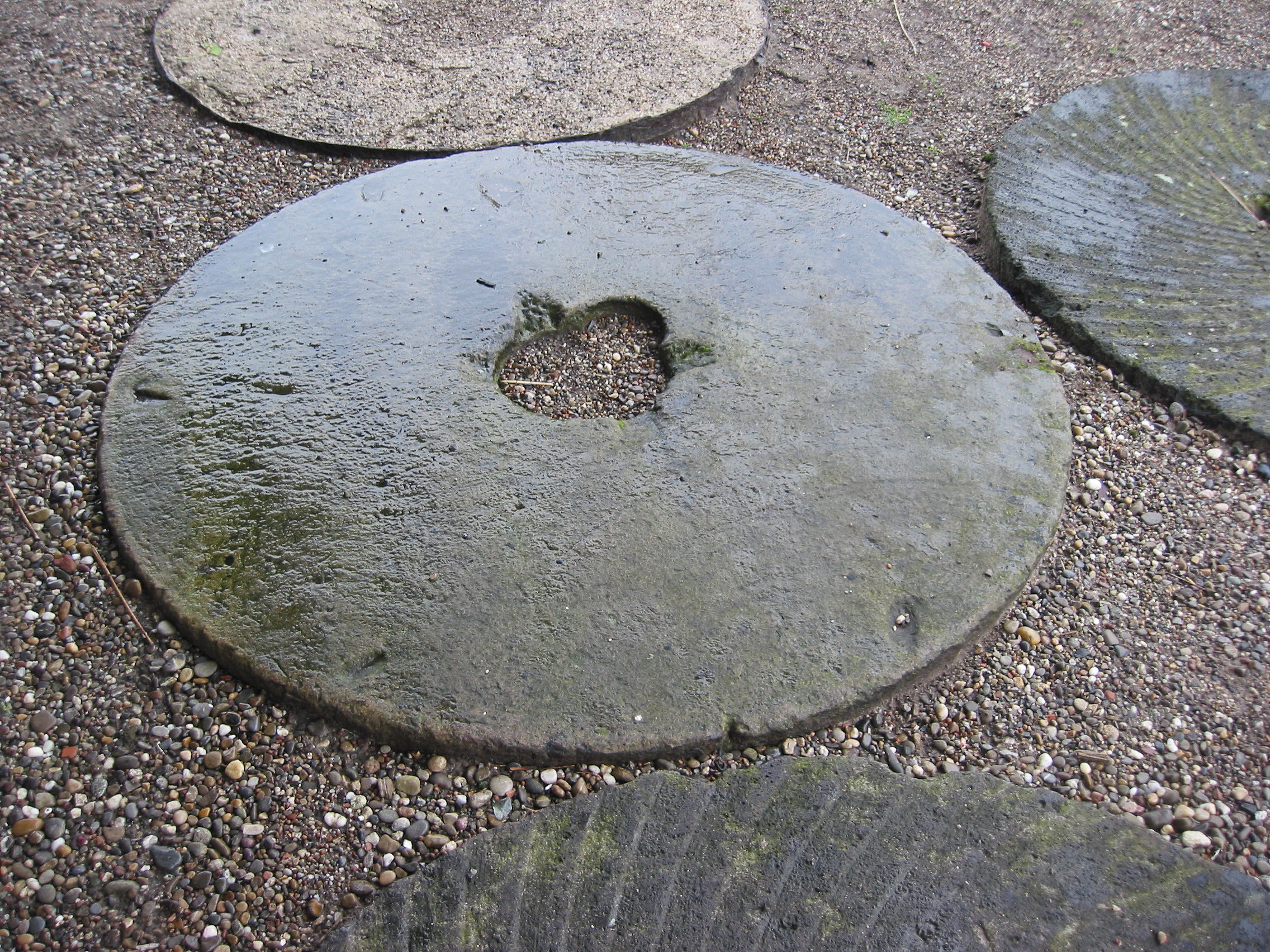
Afgesleten, oude pelsteenloper

Nu is er nog maar 1 koppel maalstenen aanwezig met een doorsnede van 140 cm. De kunstmaalstenen met een speciale, harde laag aan de maalzijde zijn maalvaardig, en worden gebruikt al naargelang de behoefte. De kunststeen scherpt zichzelf doordat de groeven (uitslag) van een iets zachter materiaal gemaakt zijn dan de kerven. De steenspil is van hout met een tap- en klauwijzer en de bolspil is een pennetjeswerk. De romp was vroeger aan de west- en noordwestzijde bepleisterd om vochtdoorslag tegen te gaan. De koppen van de balken aan de westzijde zijn verzwakt door vocht en worden ondersteund door sleutelstukken.
De wiekenvorm is Oudhollands en de vlucht 25,20 meter.
De houten, rietgedekte kap van de molen is nu voorzien van een zogenaamd Engels kruiwerk, hetgeen een kruiwerk met 33 gietijzeren rollen is. Vroeger was er een neutenkruiwerk. De Vlaamse vang bestaat uit 4 vangstukken en is voorzien van een vangtrommel, waardoor deze lichter te bedienen is. Vroeger werd de vang bediend met een wipstok. De 300 cm lange vangbalk oefent bij het vangen (remmen) op het sabelijzer een vangkracht van ongeveer 610 kg uit.
De bovenas met nummer 211 uit 1859 is van gietijzer en gefabriceerd door L.I. Enthoven & Co., 's-Gravenhage. De as wordt gesmeerd met reuzel. Om het bovenwiel heen zit ter voorkoming van slijtage bij het remmen met de vang een ijzeren band, de hoep of voering. De kammen (tanden) op de wielen en de rondselstaven worden tweemaal per jaar met bijenwas behandeld.

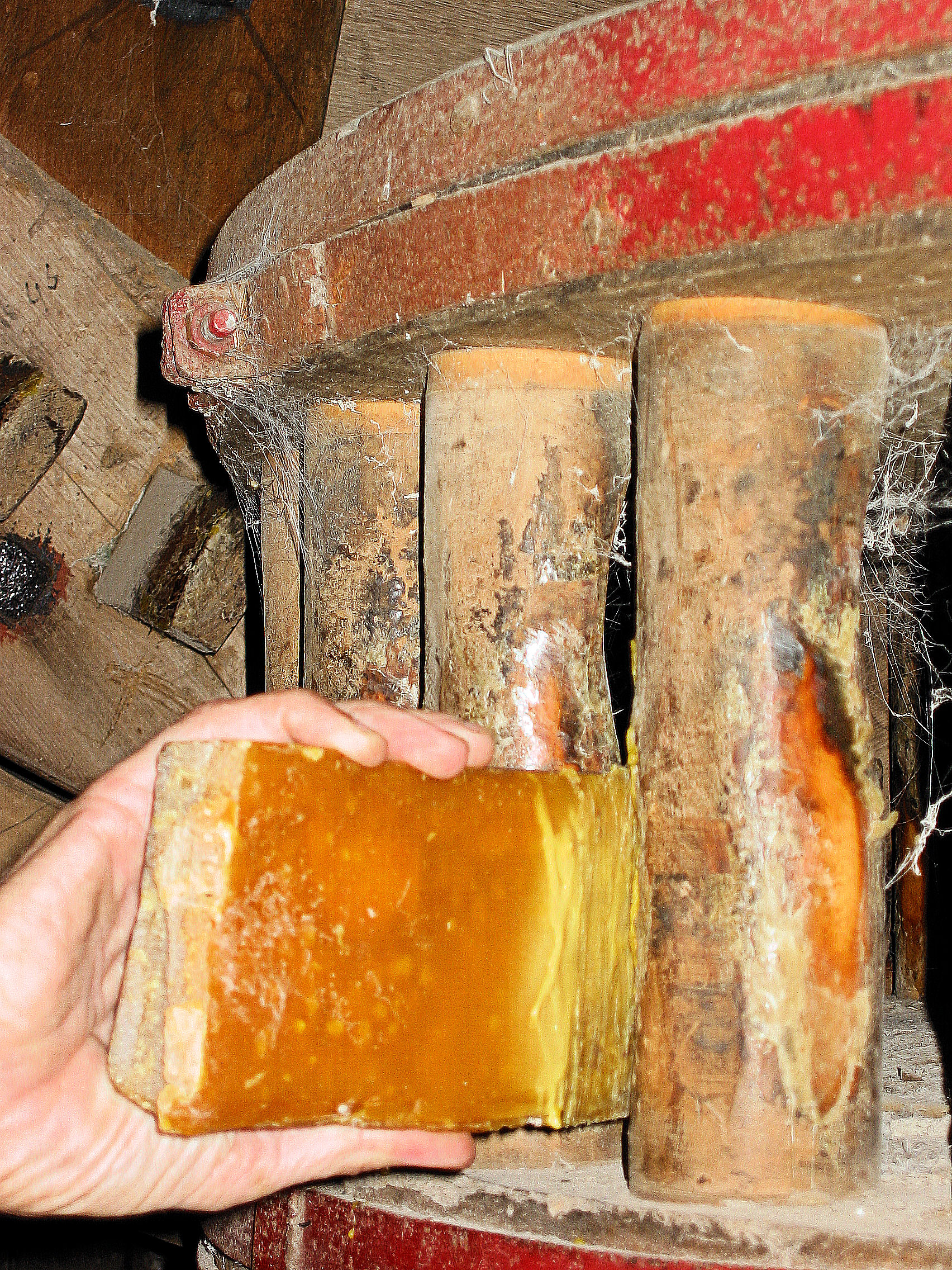
Wassen (met bijenwas insmeren) van de staven

De molen is gerestaureerd (hersteld) in 1934, 1938, 1957, 1970, 1993 en 2006. In 1998 zijn de kruisarmen in het bovenwiel versterkt met merbau en is de lange spruit vervangen met bilinga (Nauclea trillesii, een houtsoort uit tropisch West-Afrika). In 1938 zijn de wieken voorzien van stalen Franse roeden in plaats van houten en gestroomlijnd met een van "Bussel" voorzoom (Busselneus). Later is deze voorzoom weer vervangen door een gewone voorzoom. In 1969/70 zijn er nieuwe stalen roede van de firma Derckx aangebracht en in april 1996 is het hekwerk van de roeden vernieuwd. In april 2010 is de gebroken halssteen vervangen. Op 20 december 2016 is er een nieuwe, gelaste, deelbare buitenroe van het konstruktiebedrijf H. van Ee uit Barneveld gestoken en opgehekt met hout van de Siberische lariks. Deelbare roeden bleken een constructiefout te hebben, waardoor alle deelbare roeden vervangen moesten worden. De bouten bleken niet bestand tegen knikbelasting. Op 15 november 2017 is de deelbare roede vervangen door een roede weer uit een geheel van cortenstaal, ook gemaakt door konstruktiebedrijf H. van Ee.
De molen wordt nog gebruikt voor het malen van graan, zoals gerst, rogge, maïs en tarwe voor veevoer.

## Overbrengingen
- De overbrengingsverhouding is 1 : 6,6.
- Het bovenwiel heeft 64 kammen en het bovenrondsel heeft 36 staven. De koningsspil draait hierdoor 1,78 keer sneller dan de bovenas. De steek, de afstand tussen de staven, is 12,5 cm.
- Het spoorwiel heeft 104 kammen en het steenrondsel 28 staven. Het steenrondsel draait hierdoor 3,71 keer sneller dan de koningsspil en 6,6 keer sneller dan de bovenas. De steek is 8 cm.

## Eigenaren
- 1597 : Arndt Berendts en Gijsbert Hendriksen
- 1939 - 1945: Aalt en Rikkert van de Koot
- 1945 - 1955: De weduwe van de Koot
- 1955 - 1962: Coöperatieve Aankoopvereniging "Voorthuizen"
- 1962 - 1967: Gerrit Schuitema
- 1967 tot heden: gemeente Barneveld.

## Fotogalerij

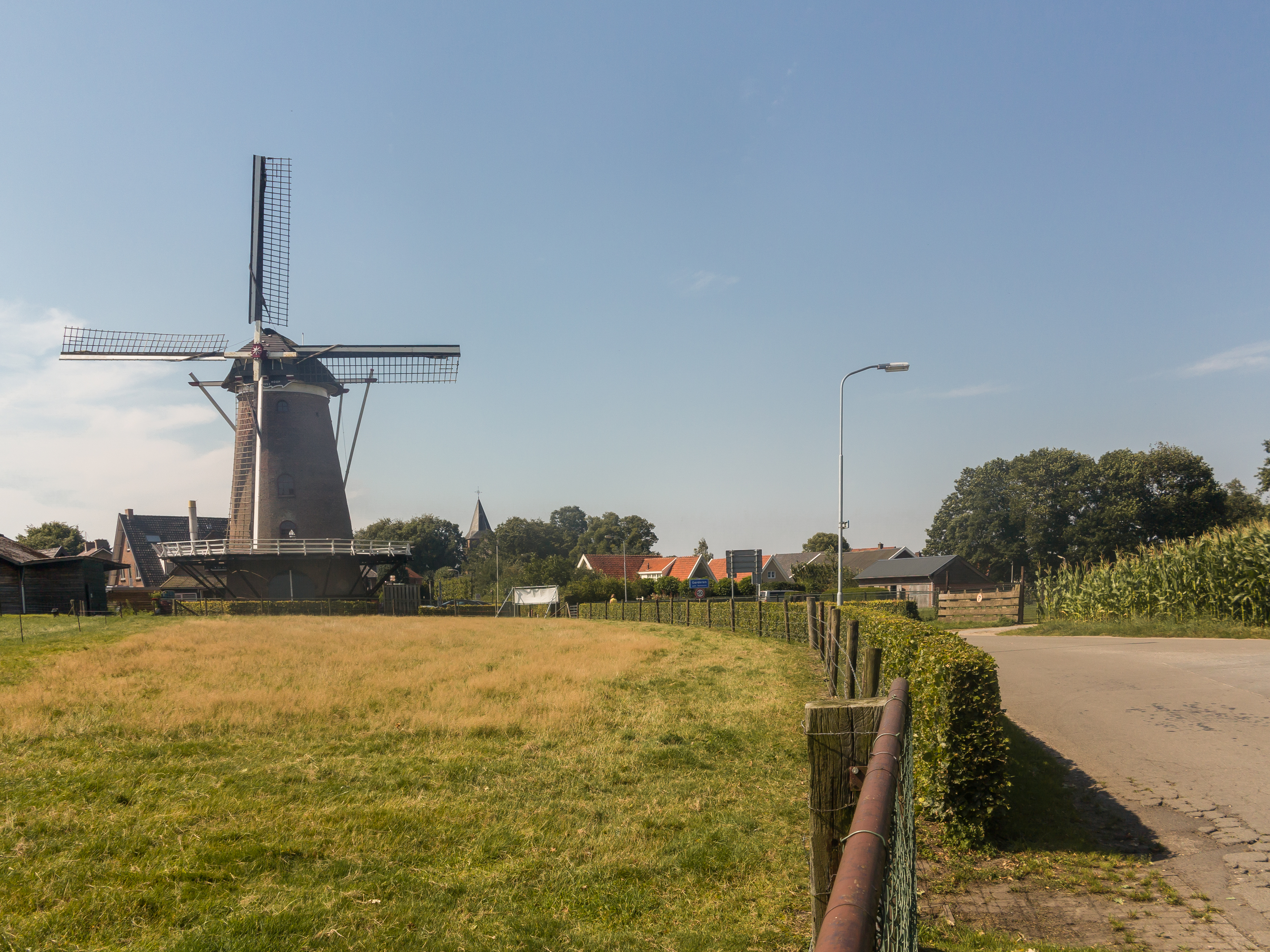
Molen in straatbeeld
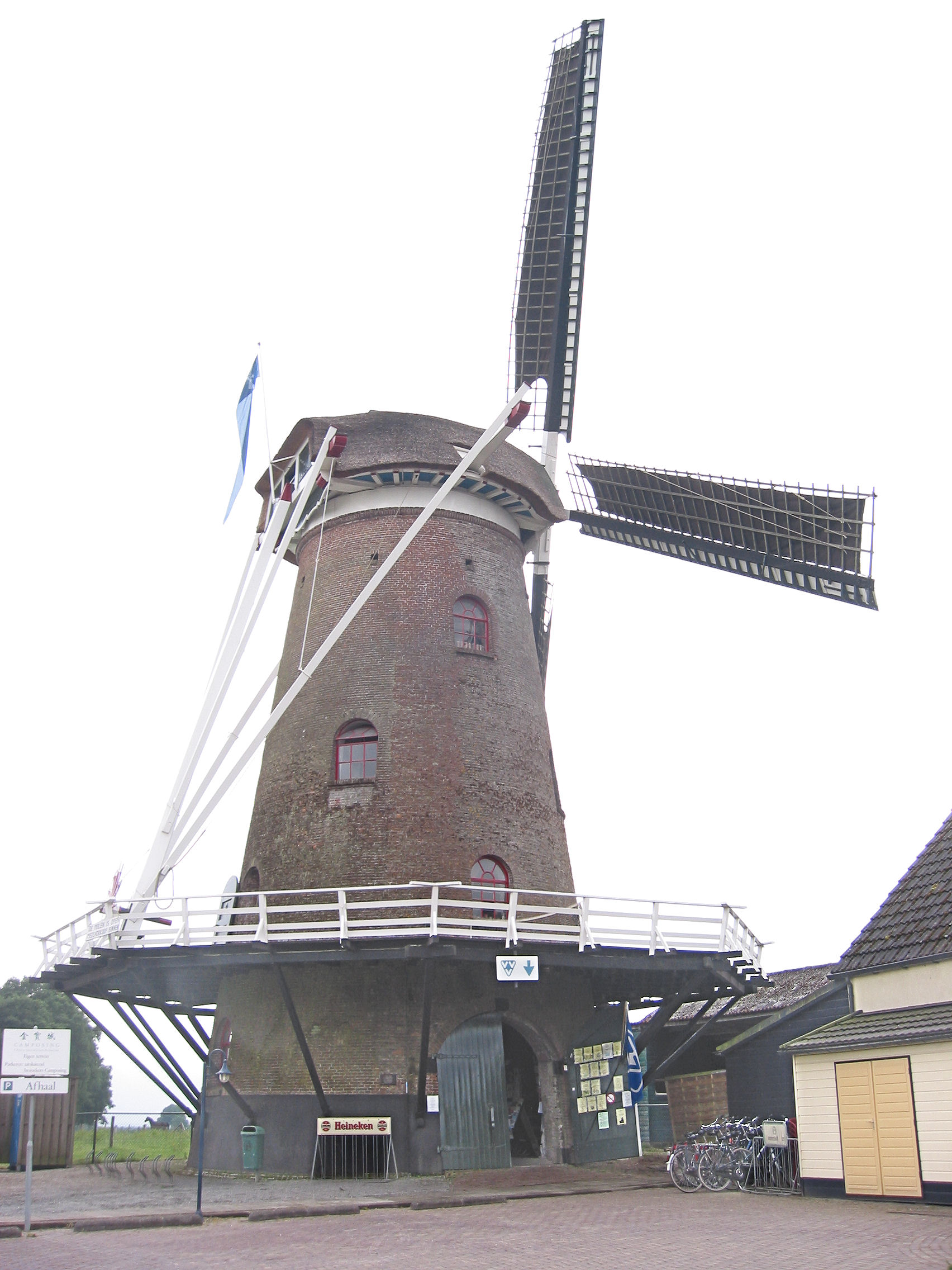
Ingang
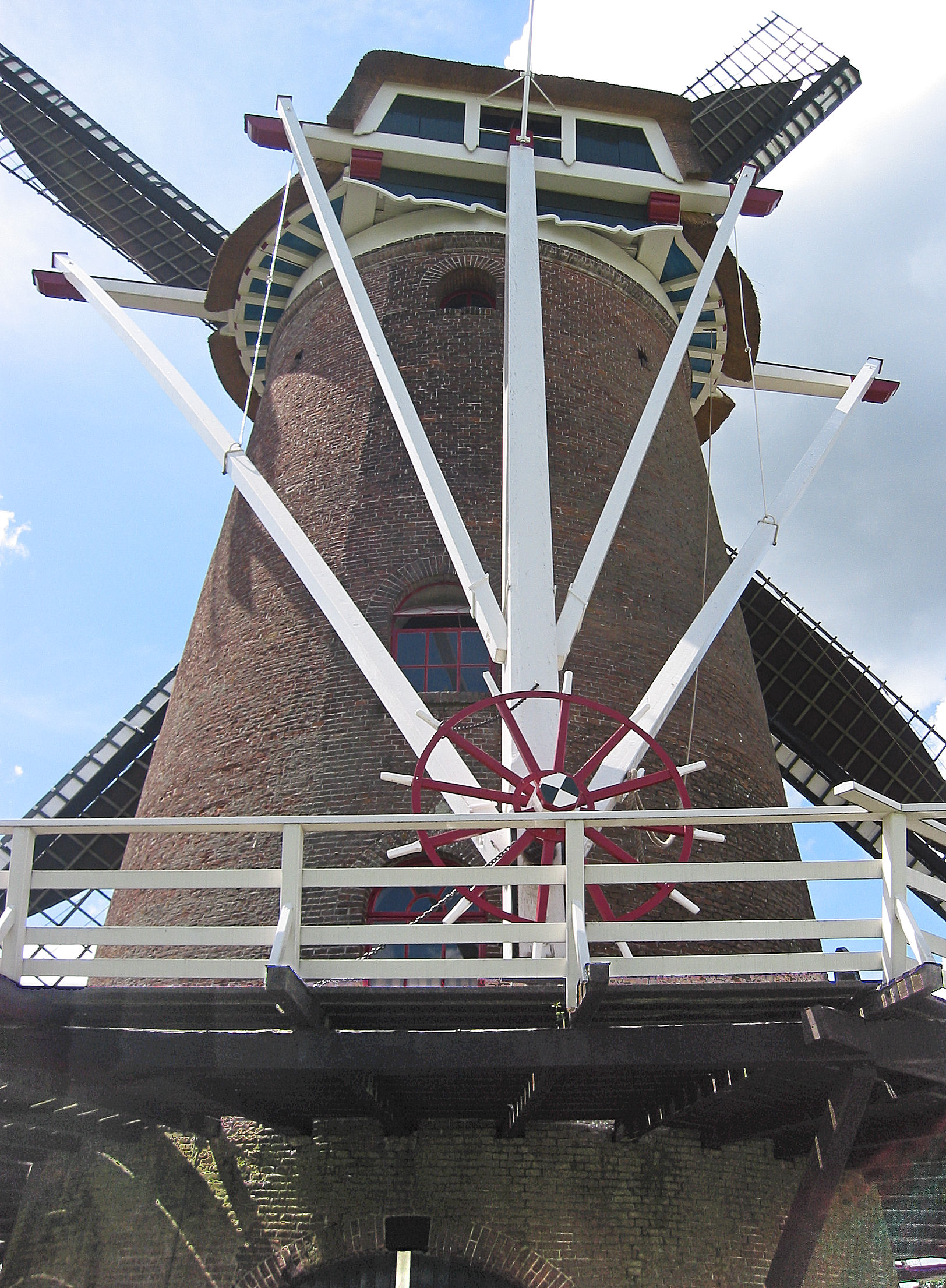
Staart
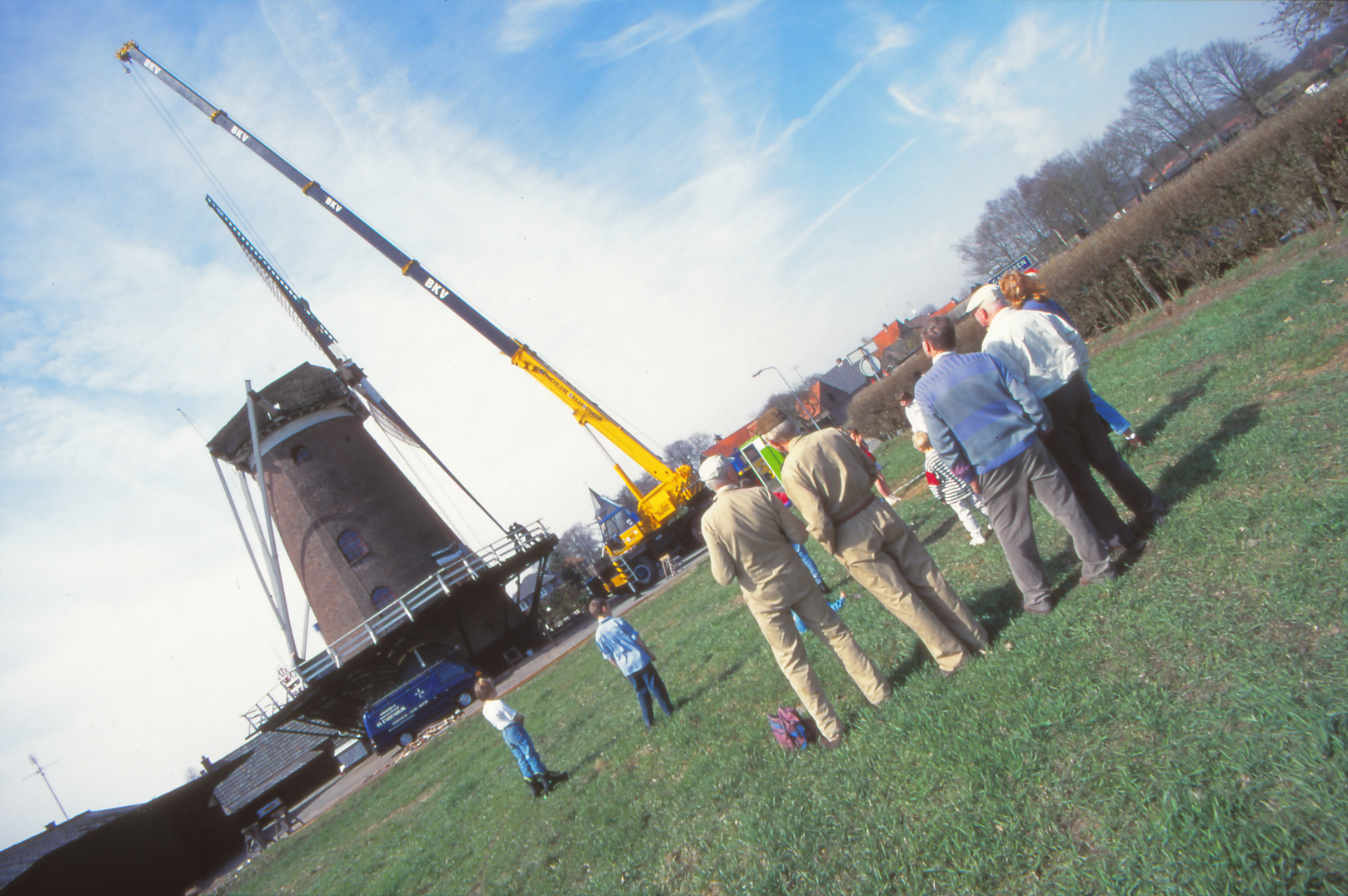
Roesteken van nieuw opgehekte roeden in april 1996
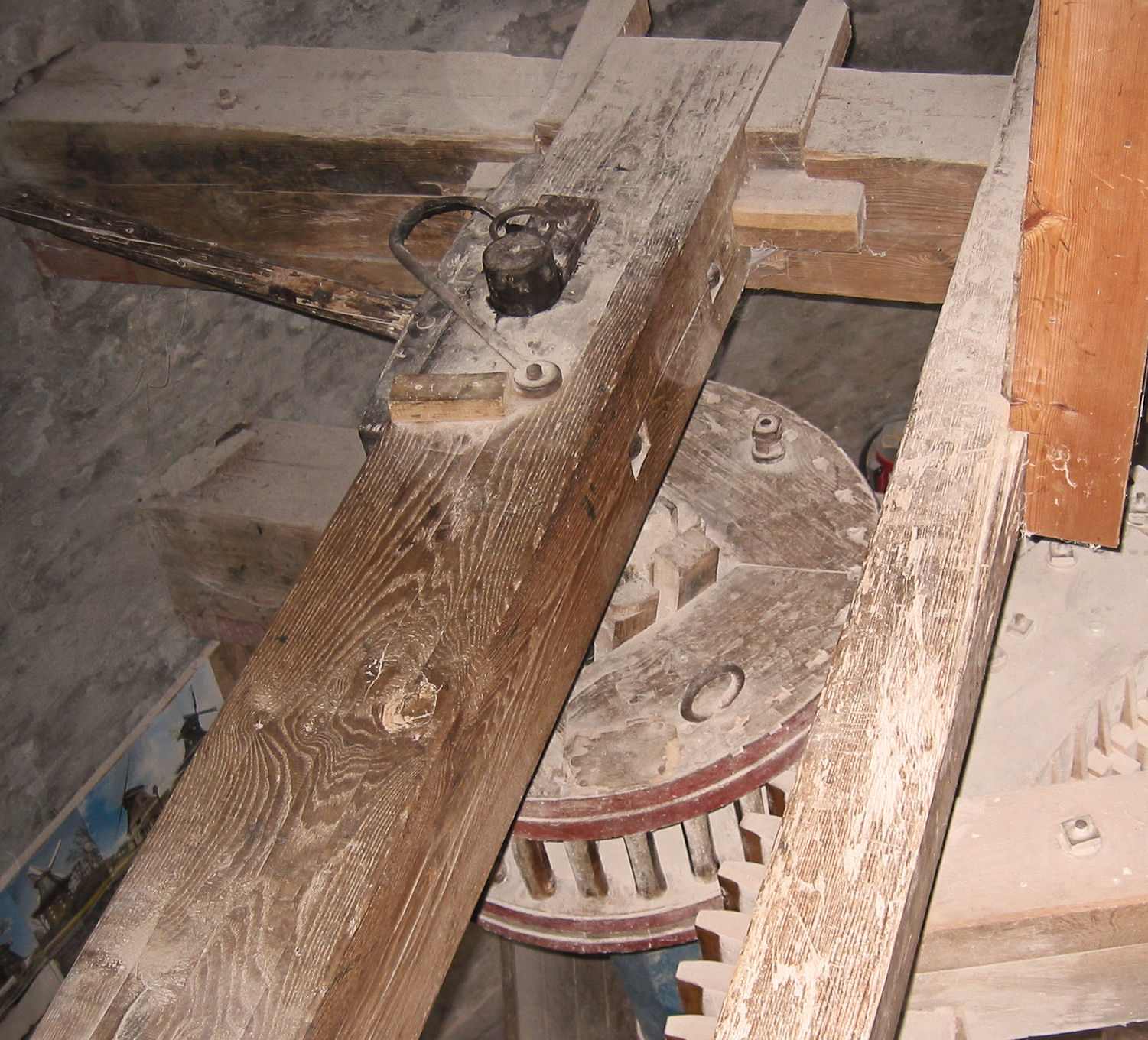
Lagering steenspil
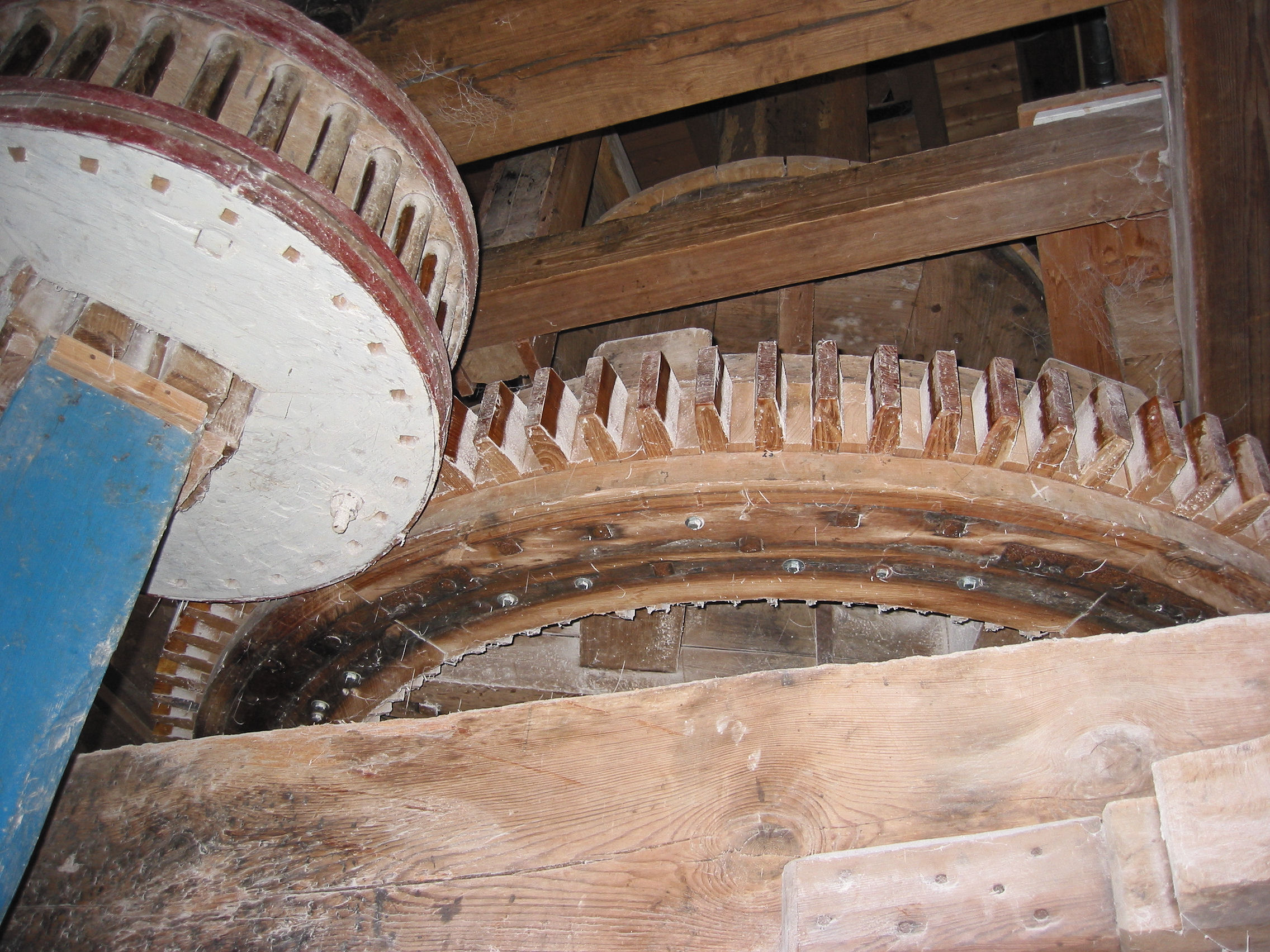
Spoorwiel en steenrondsel
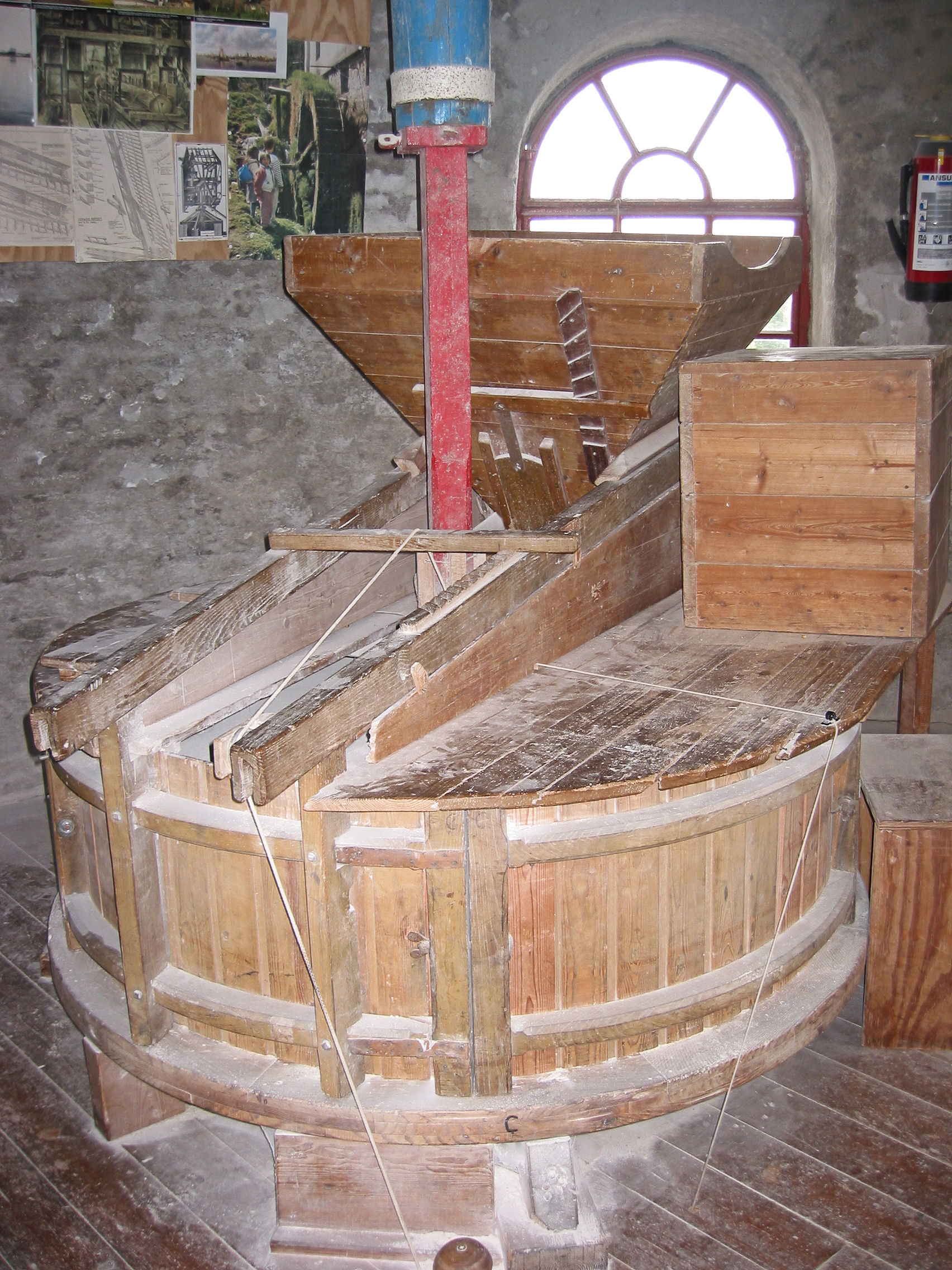
Maalkoppel
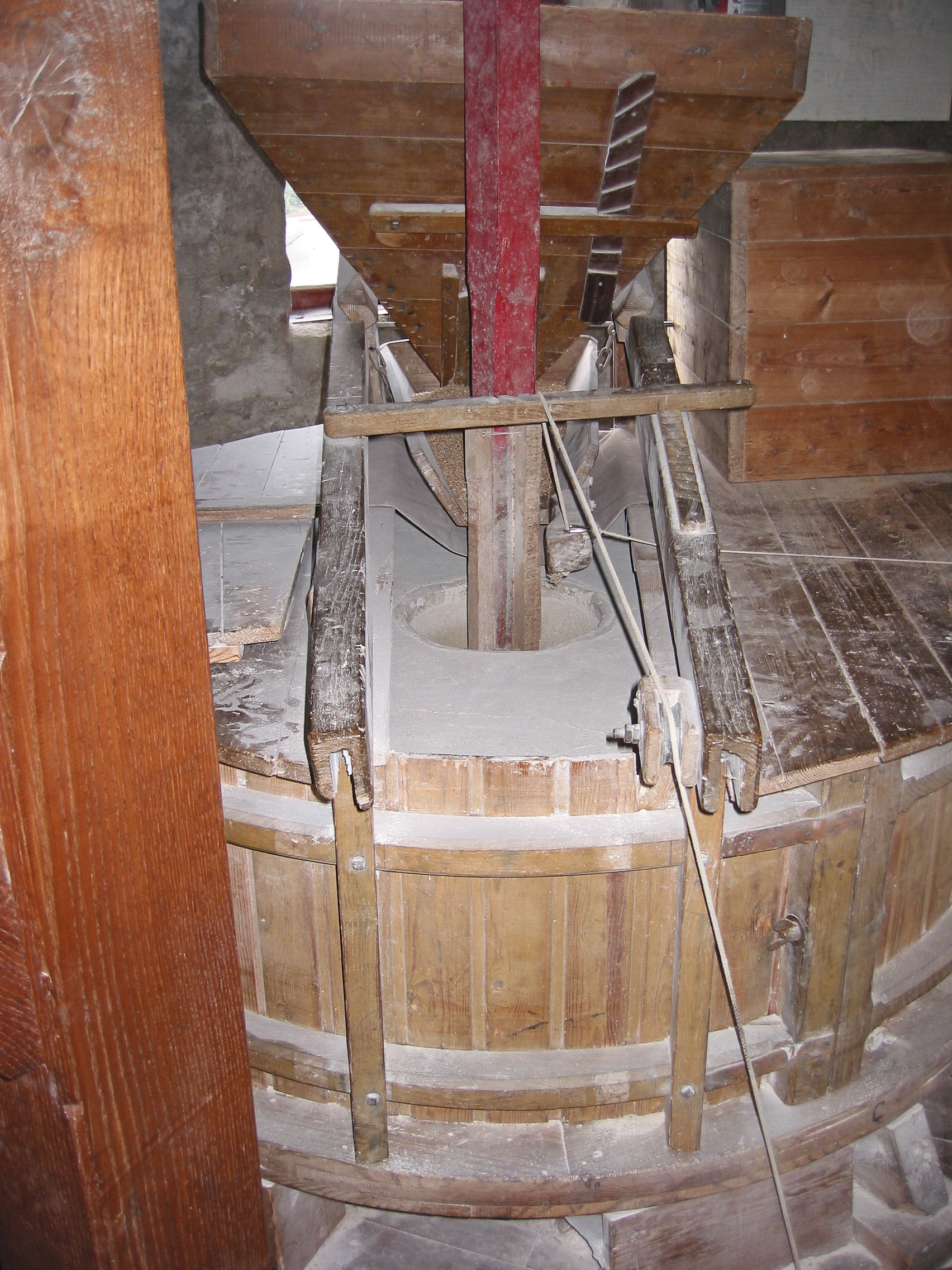
Maalkoppel vooraanzicht
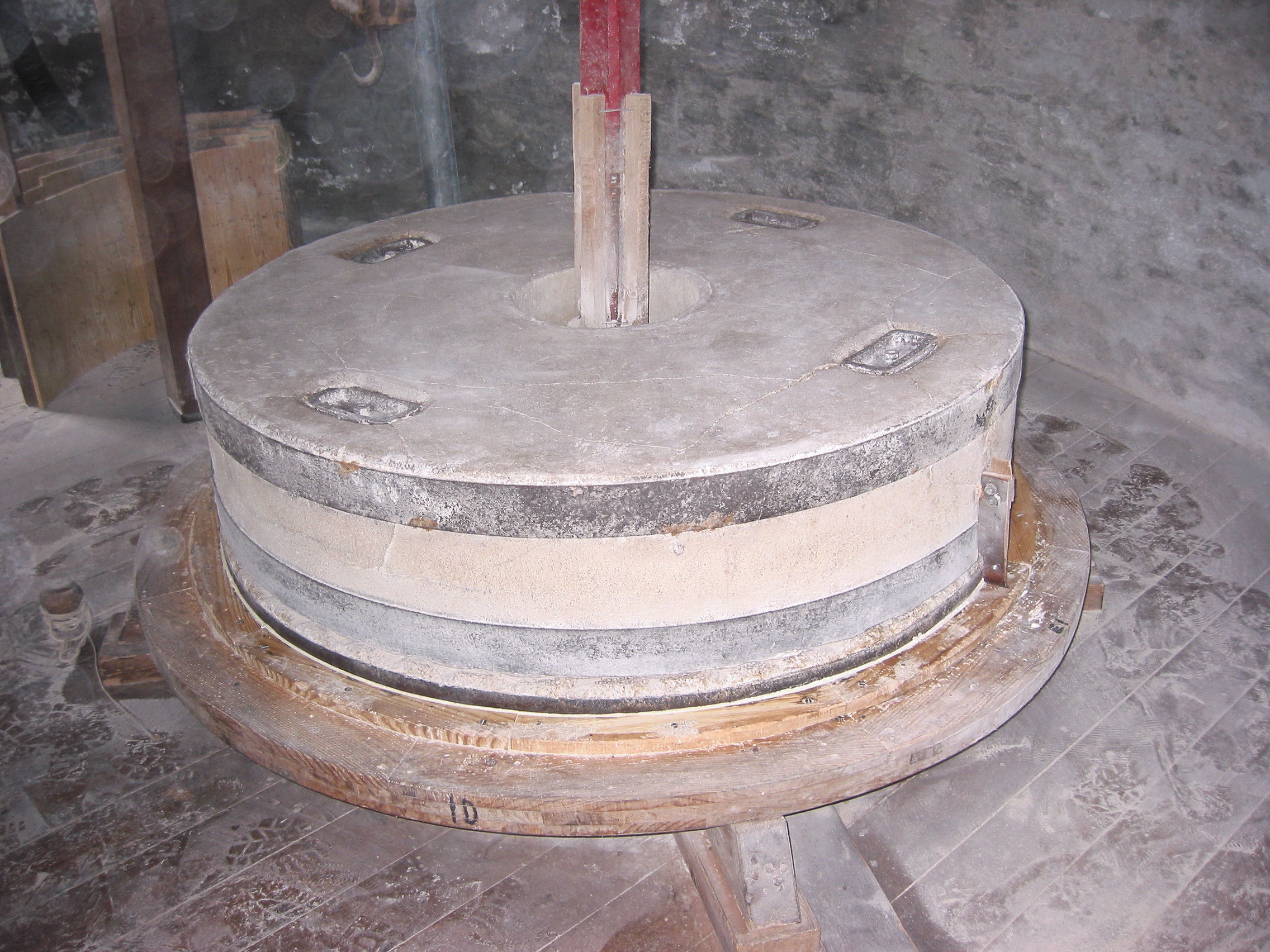
Ontmantelde maalkoppel
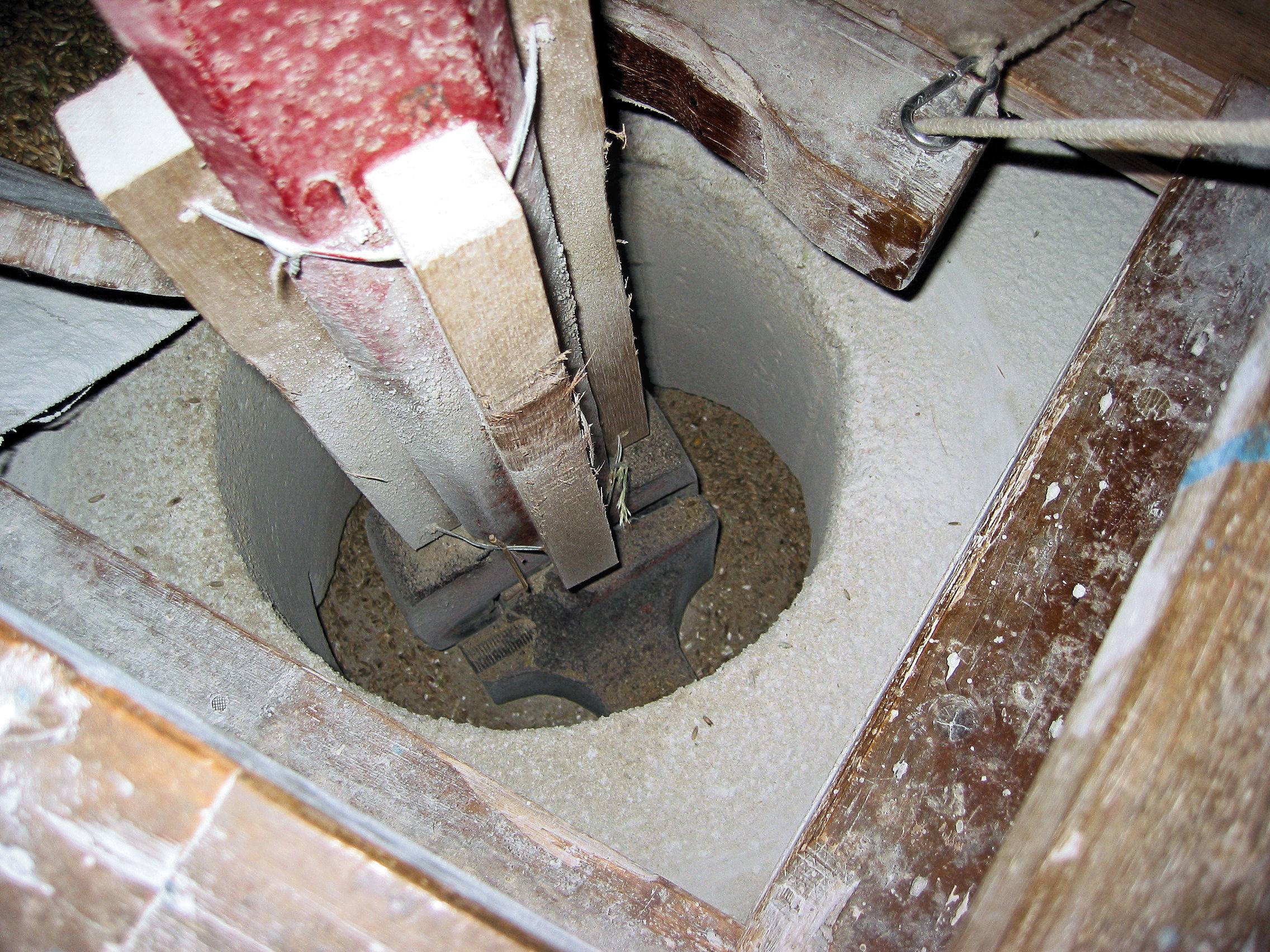
Kropgat
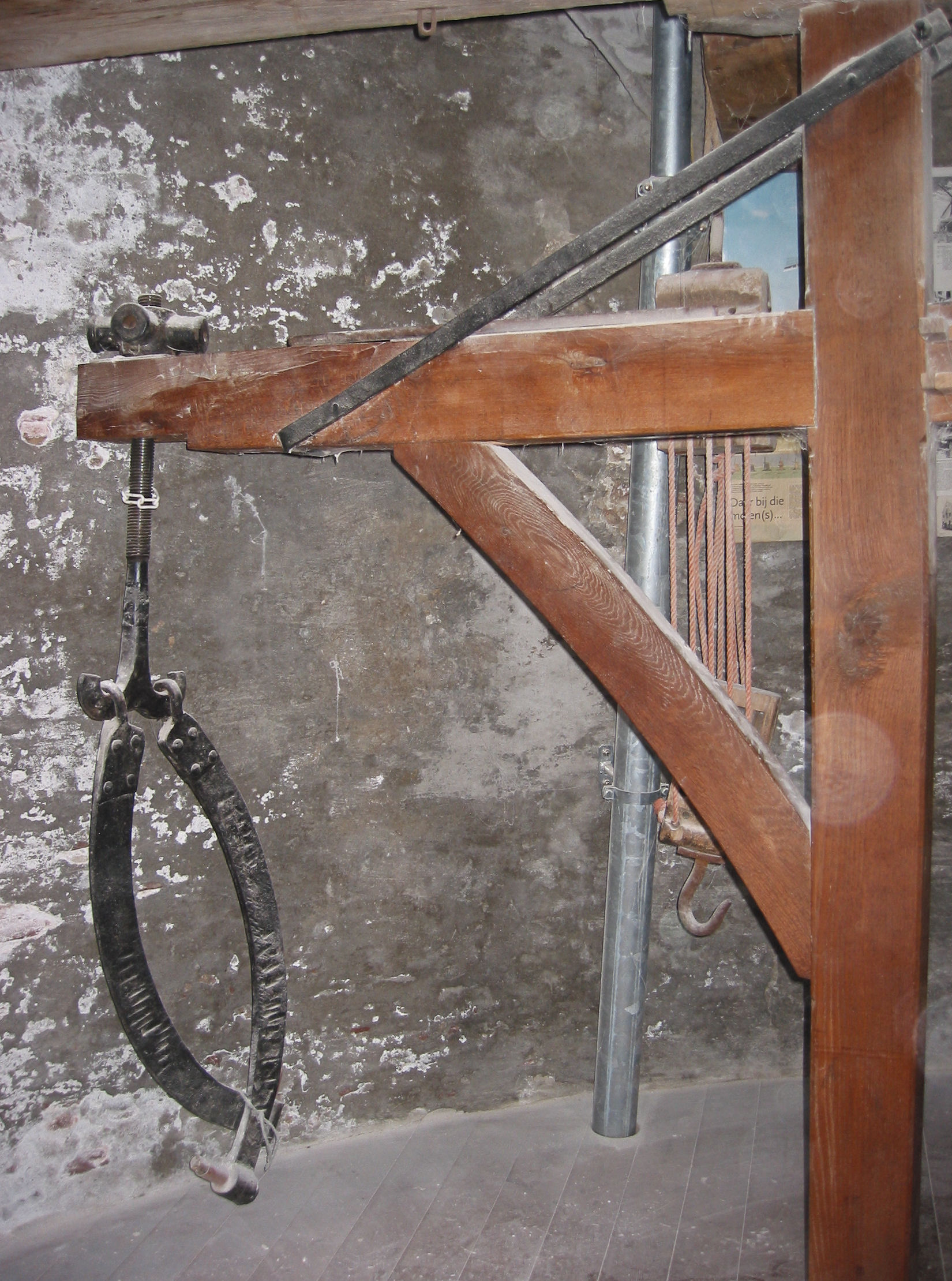
Steenkraan
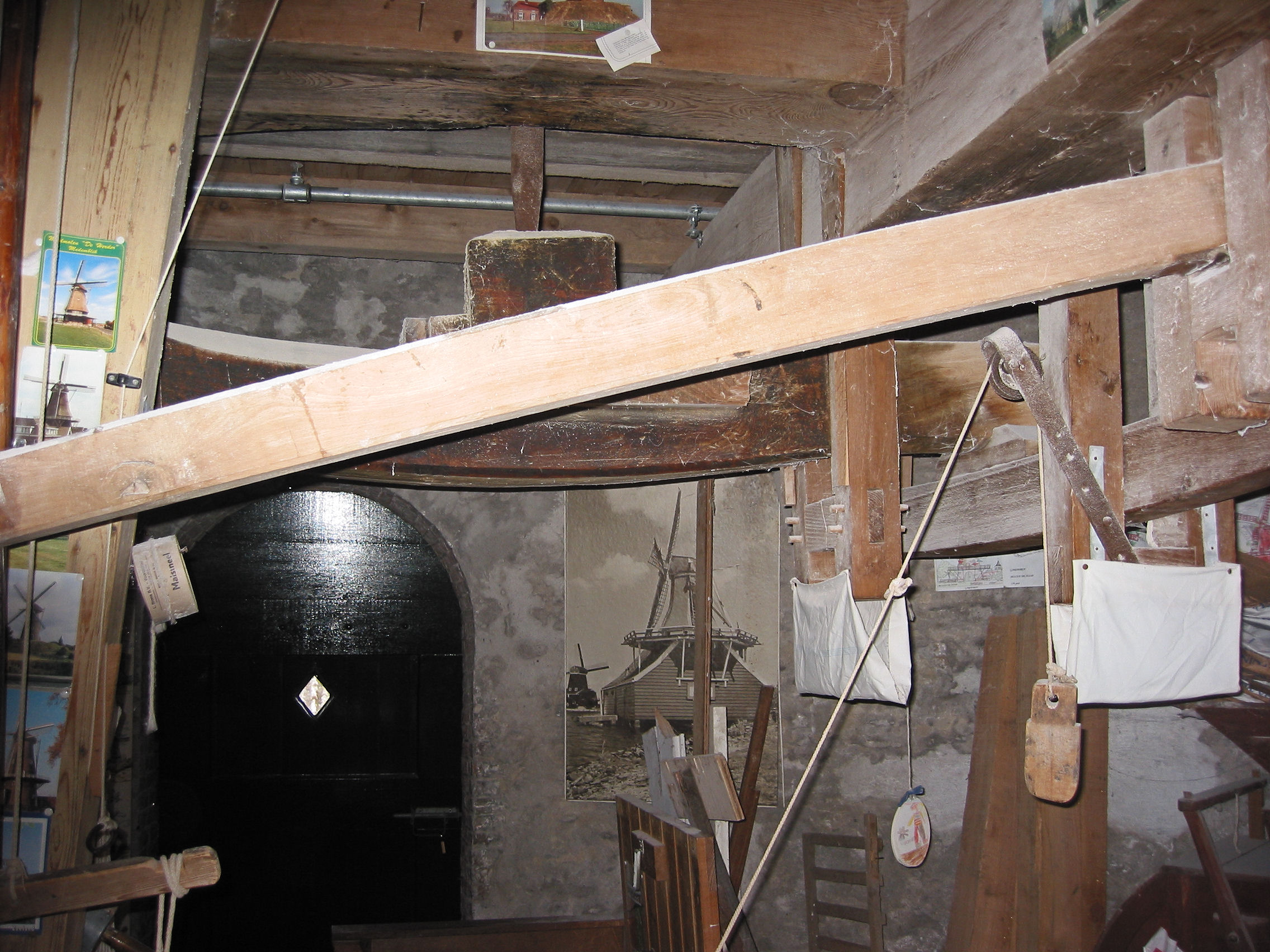
Paard
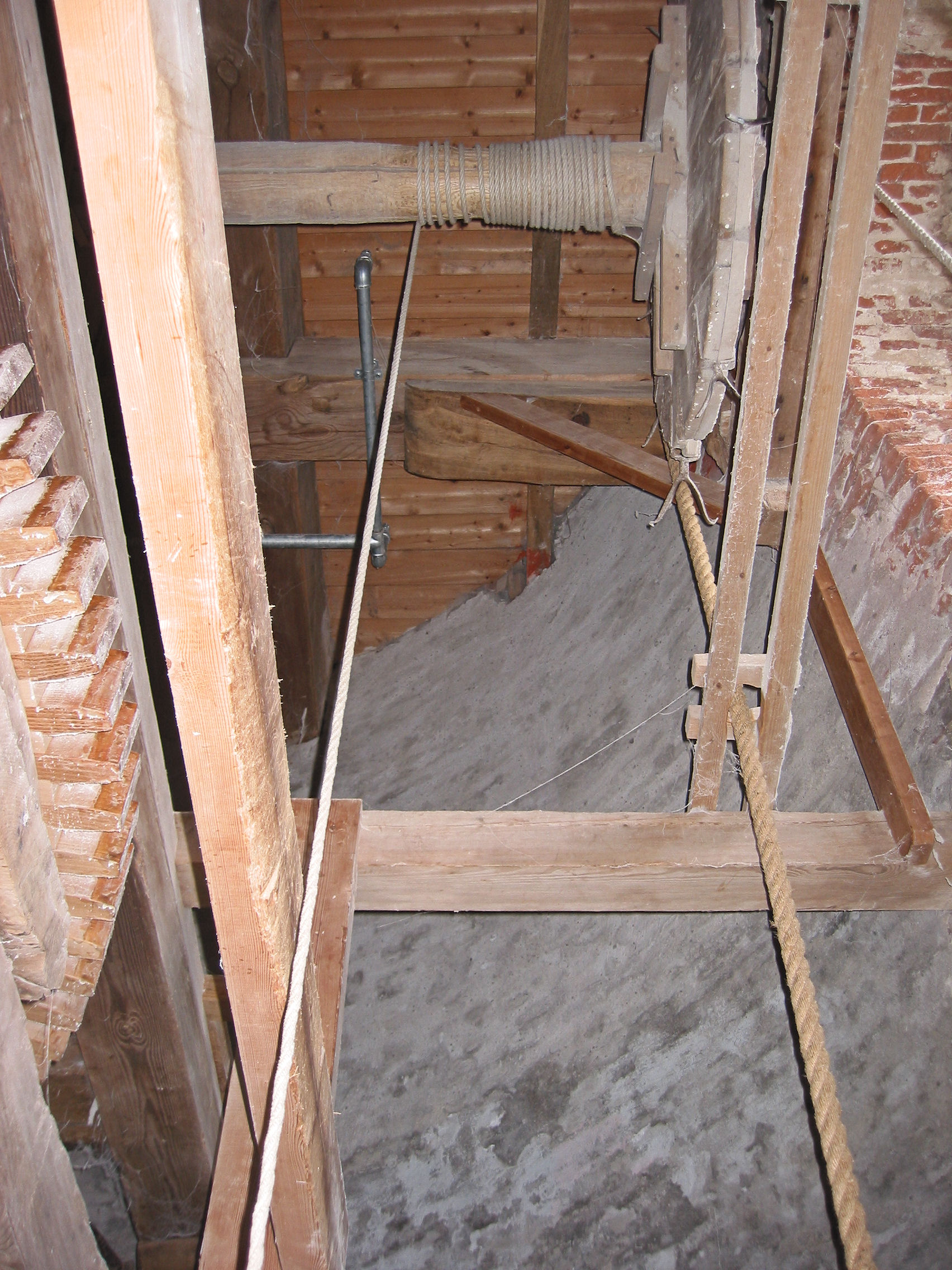
Luiwerk
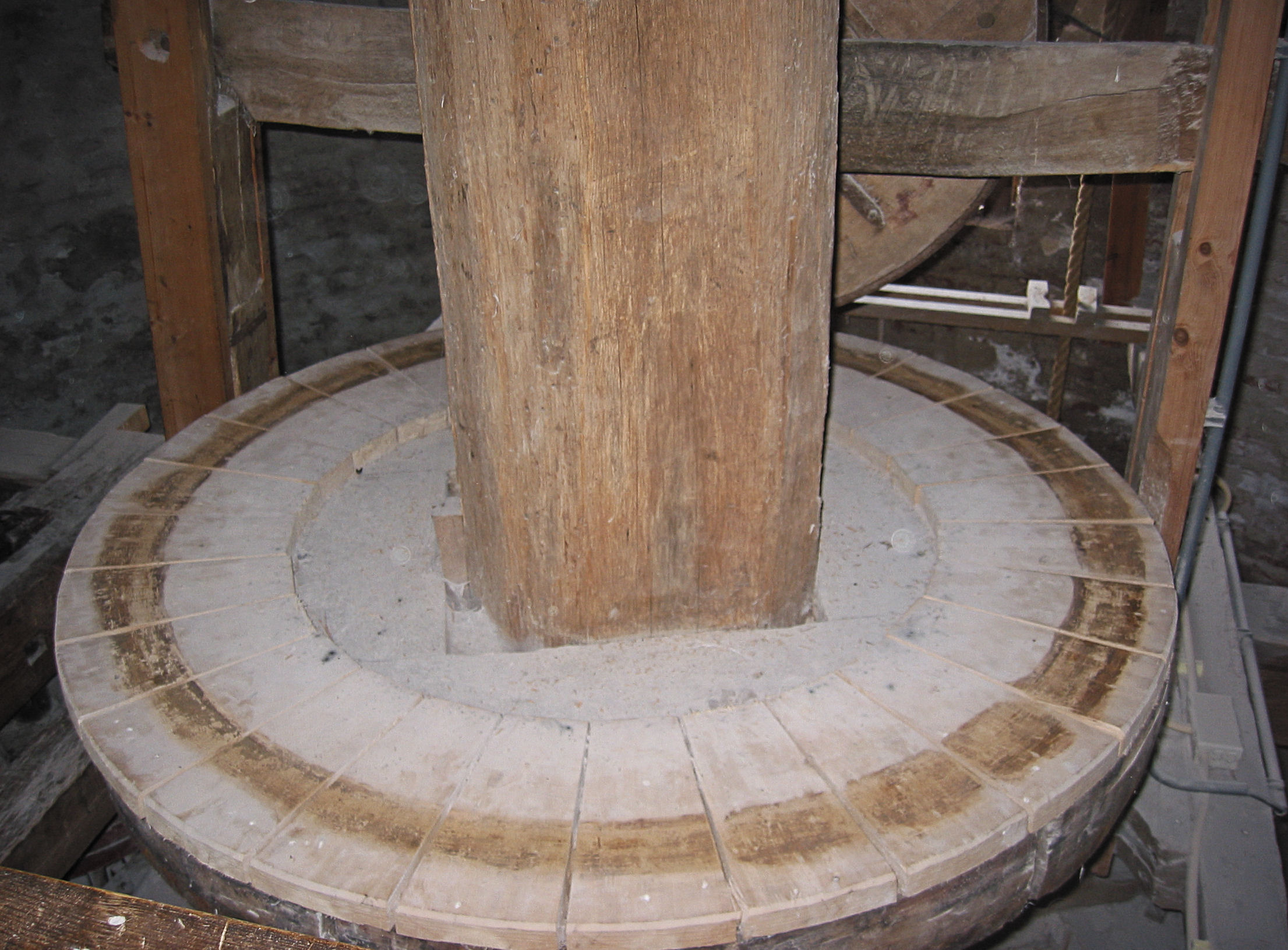
Luitafel
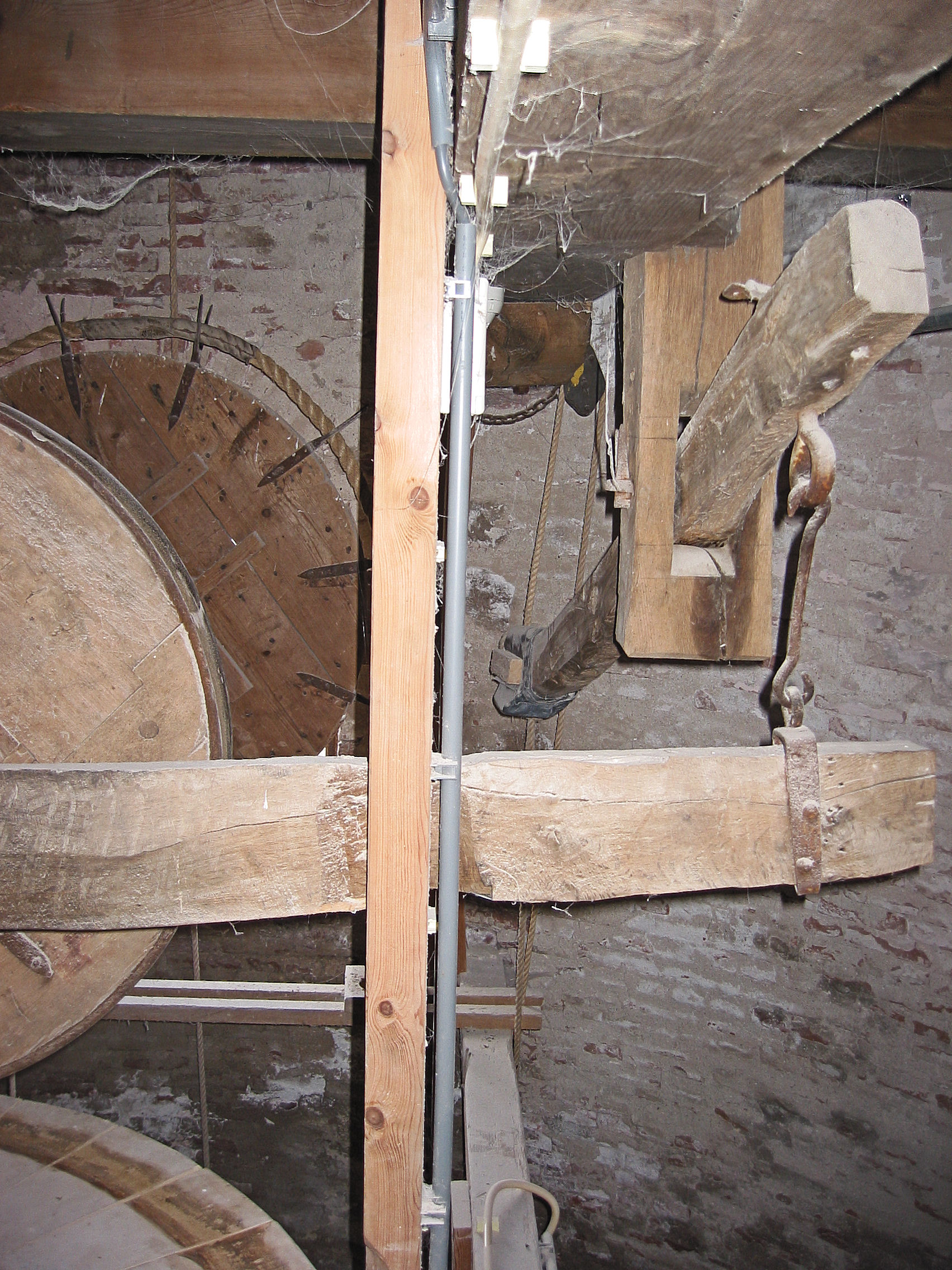
Luiwerkhefboom
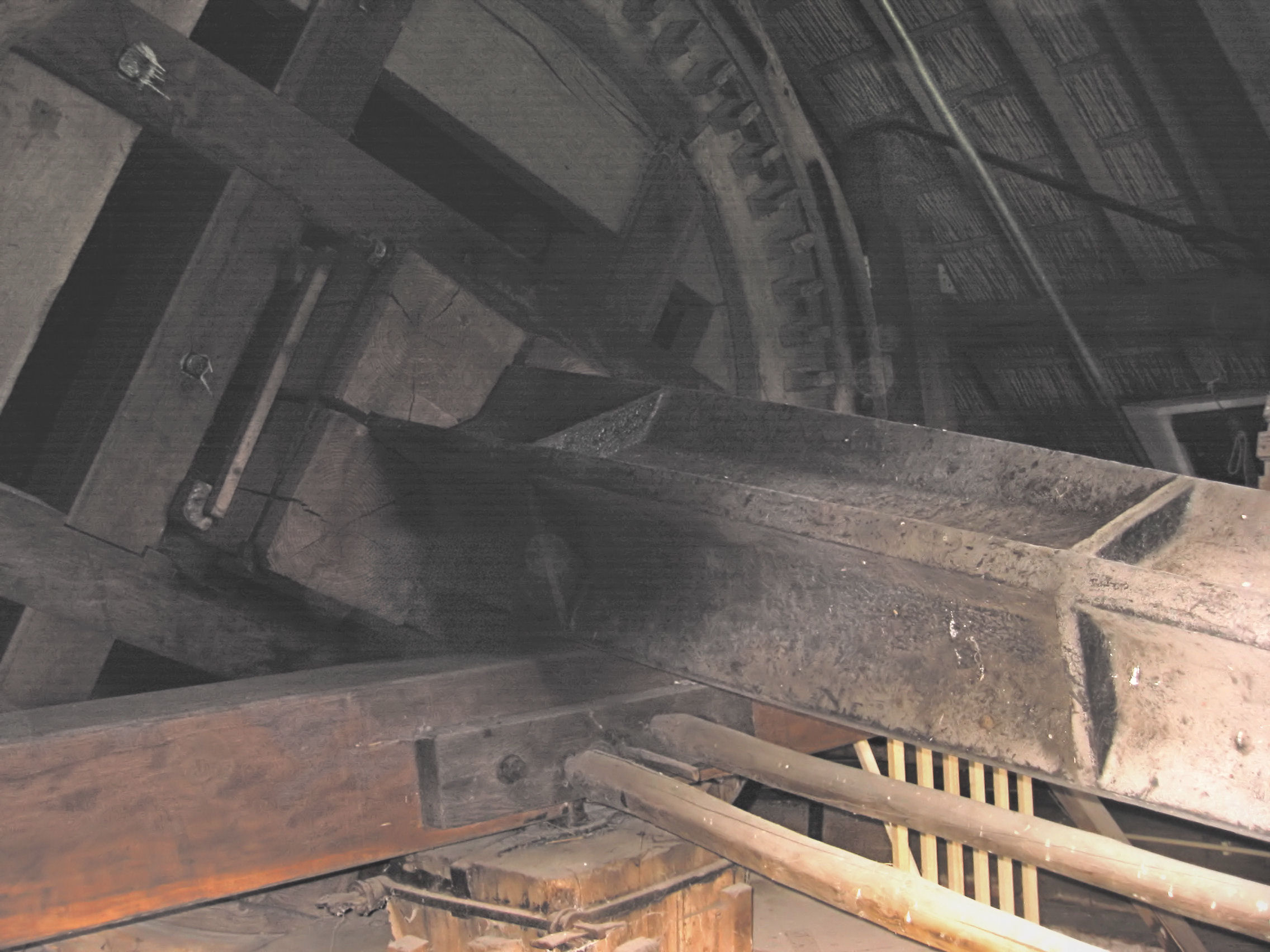
Gietijzeren bovenas met bovenwiel
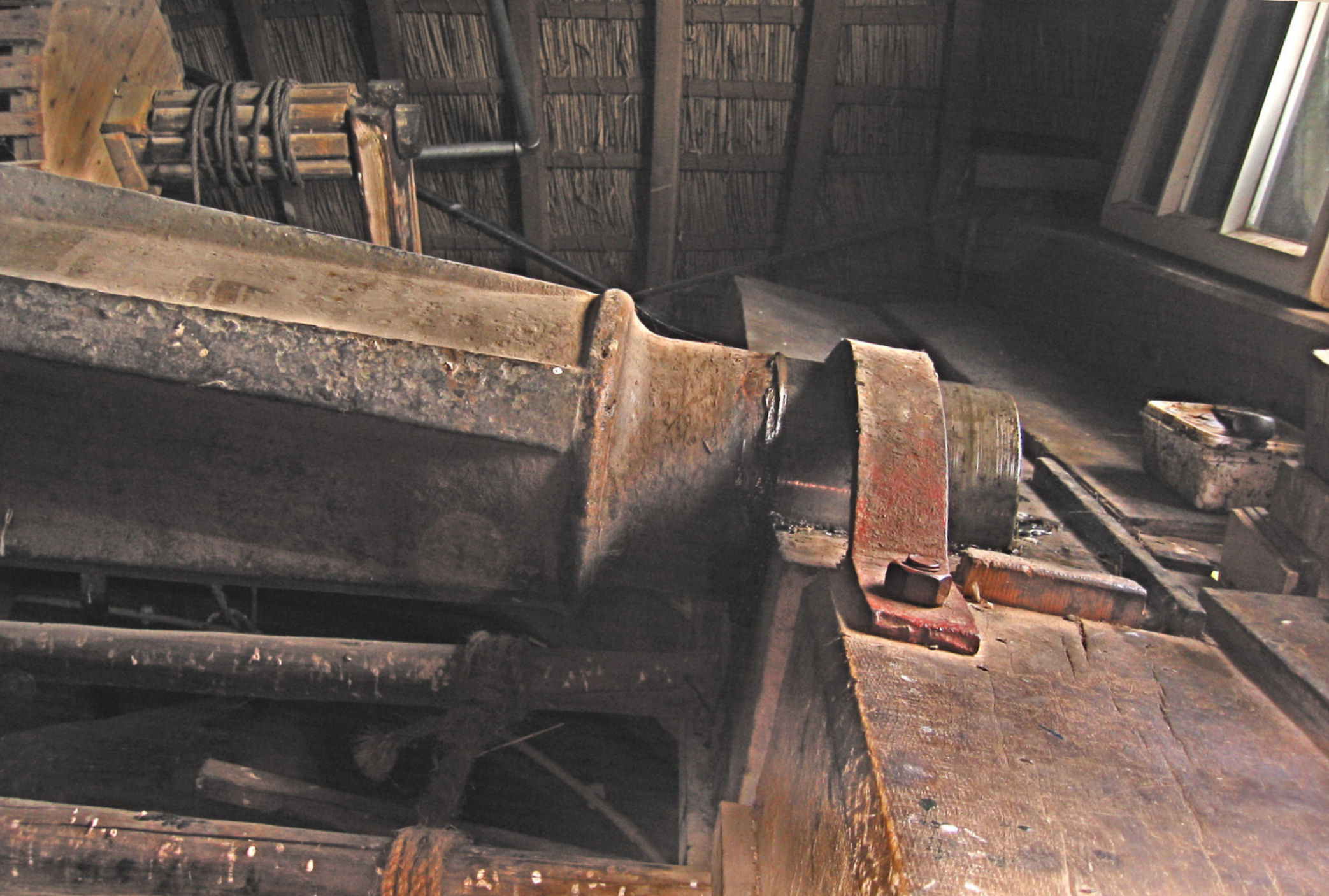
Gietijzeren bovenas met penlager
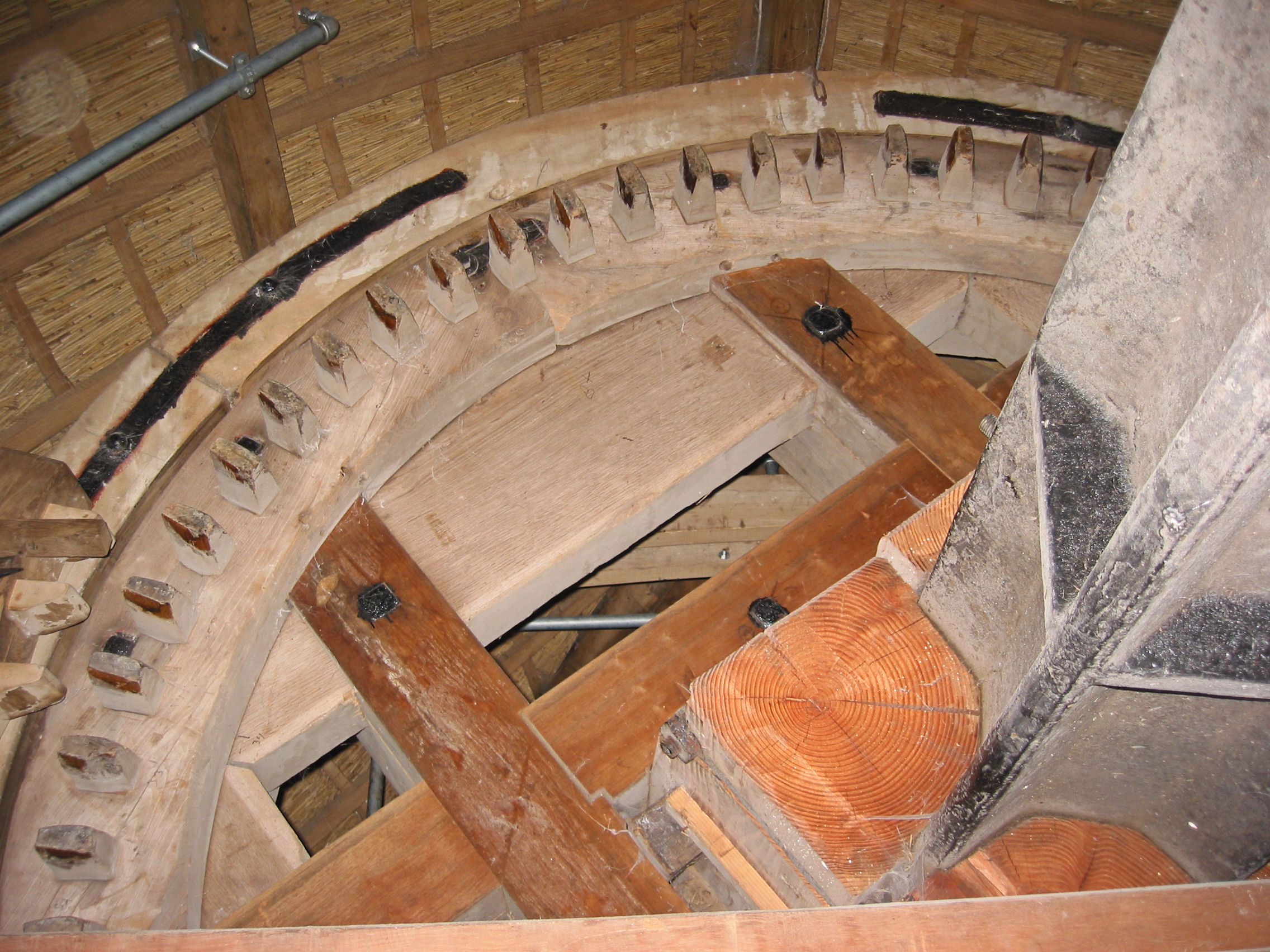
Bovenwiel
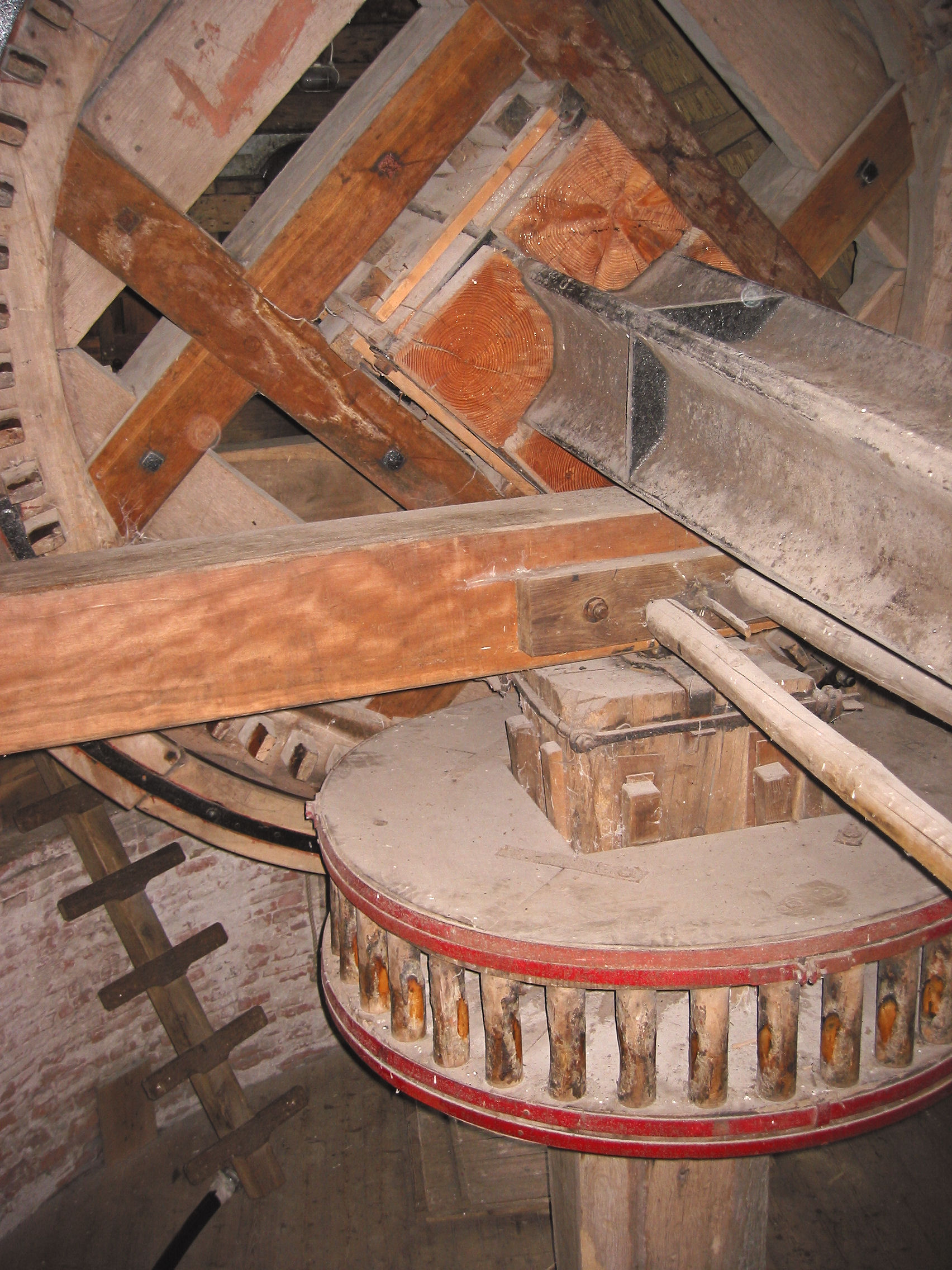
Bovenrondsel met bovenwiel
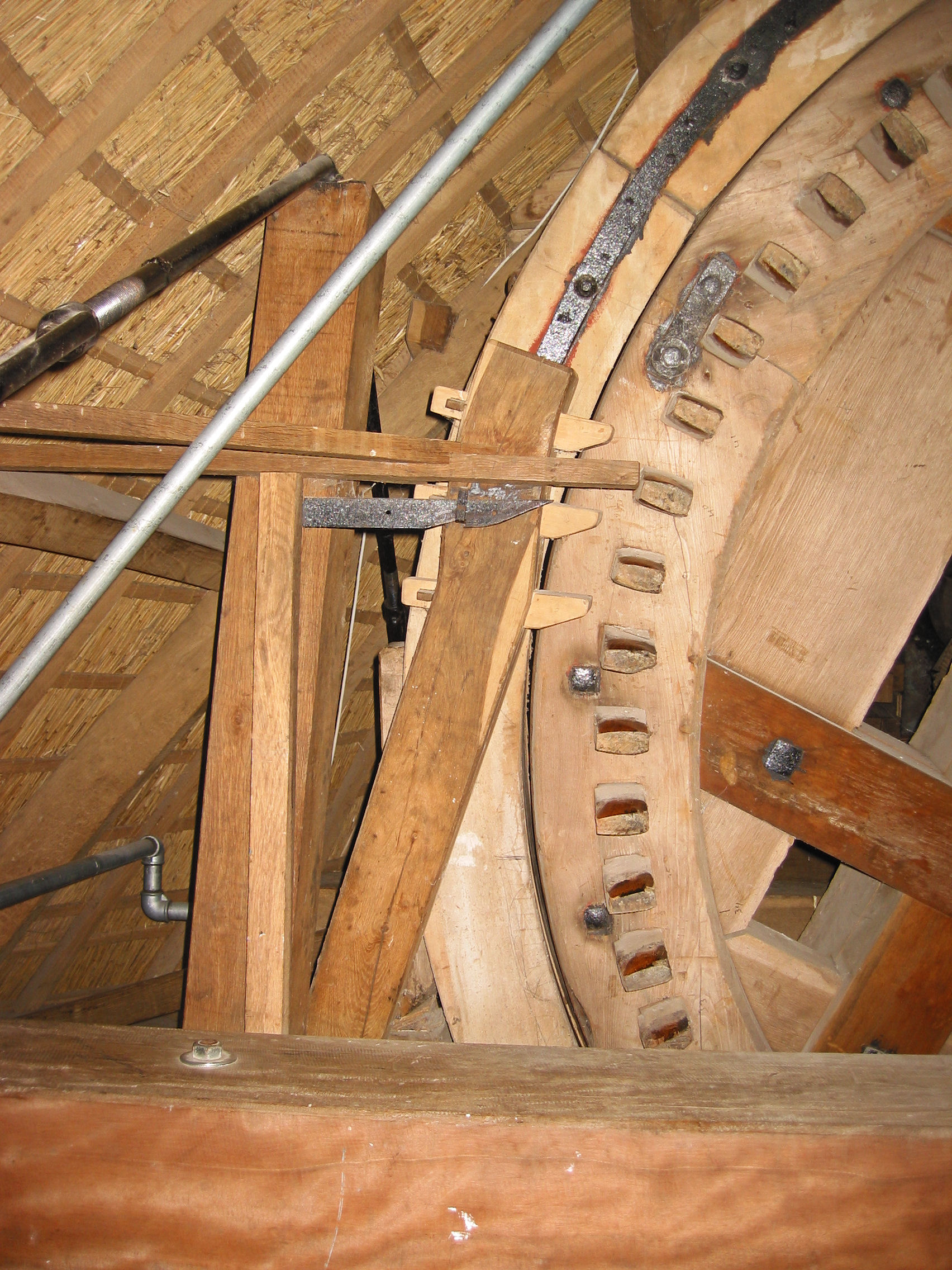
Pal met drie blokkeerkammen en detail vang. Bij stilstaande wieken worden de drie kammen tussen de kammen van het bovenwiel geschoven waardoor de stilstaande wieken niet terug kunnen lopen als de wind van achteren komt en waarbij de vang los zou kunnen schieten
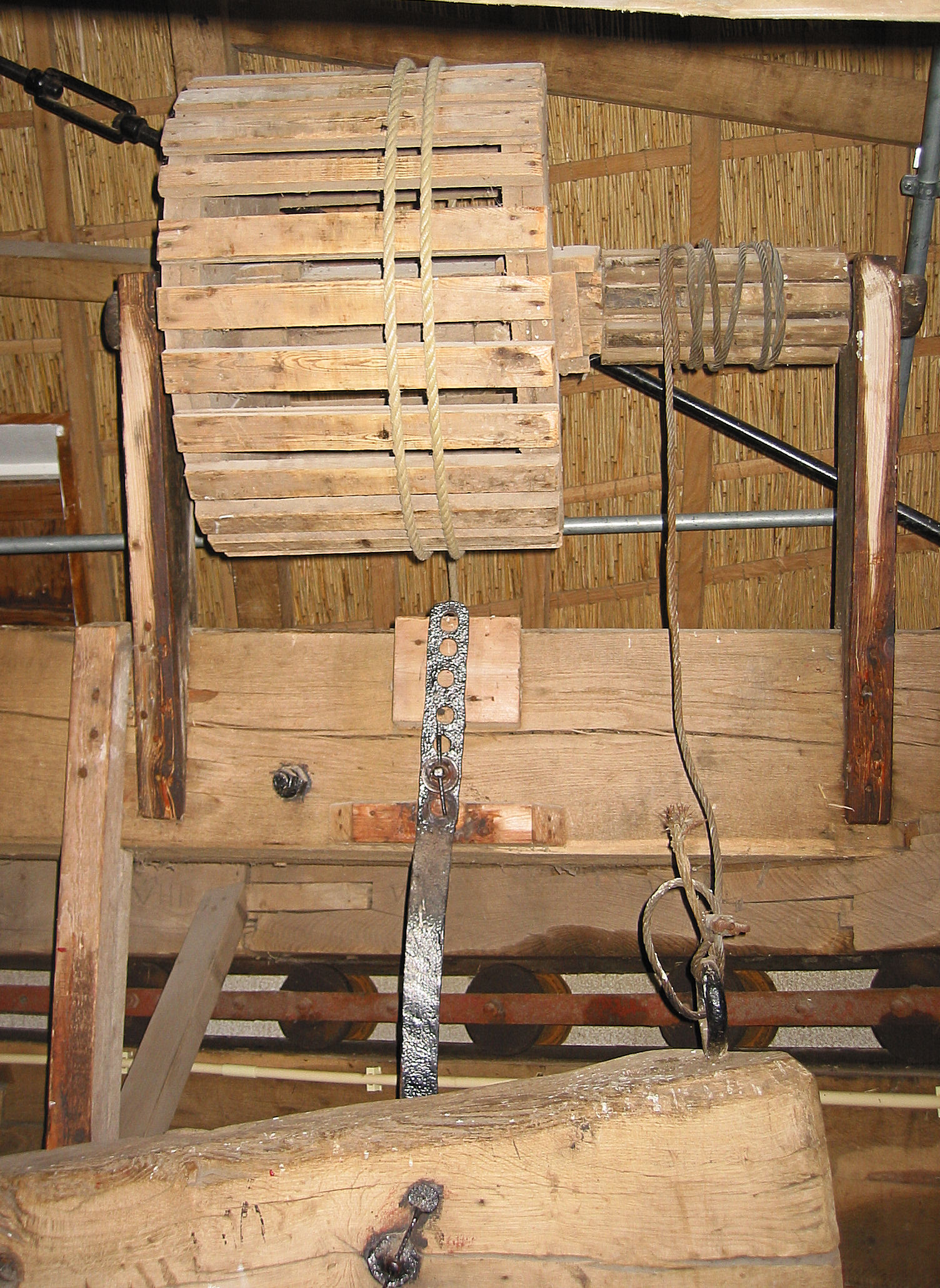
Vangtrommel
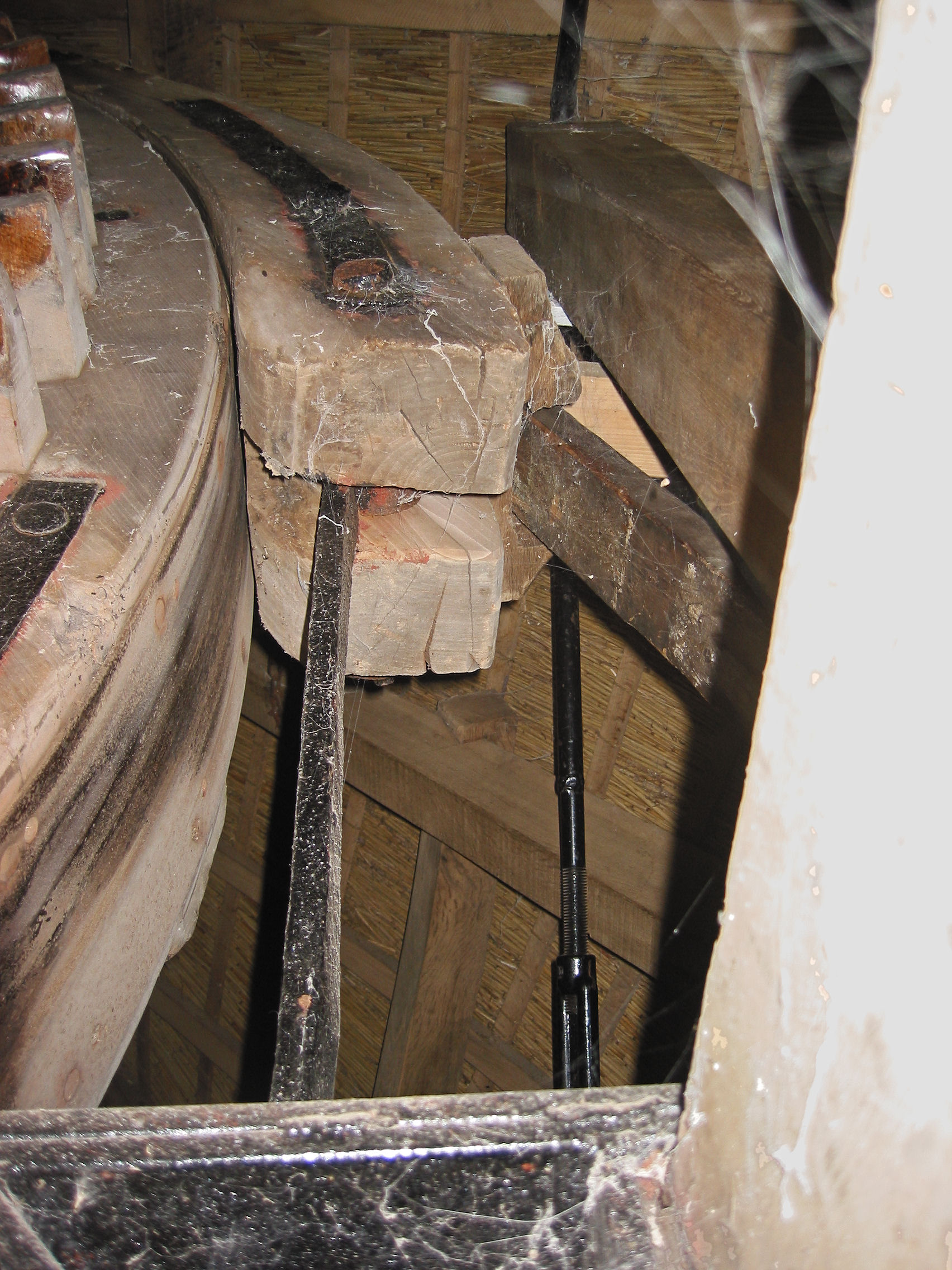
Sabelijzer aan sabelstuk. Let ook links op de ijzeren hoep om het bovenwiel.
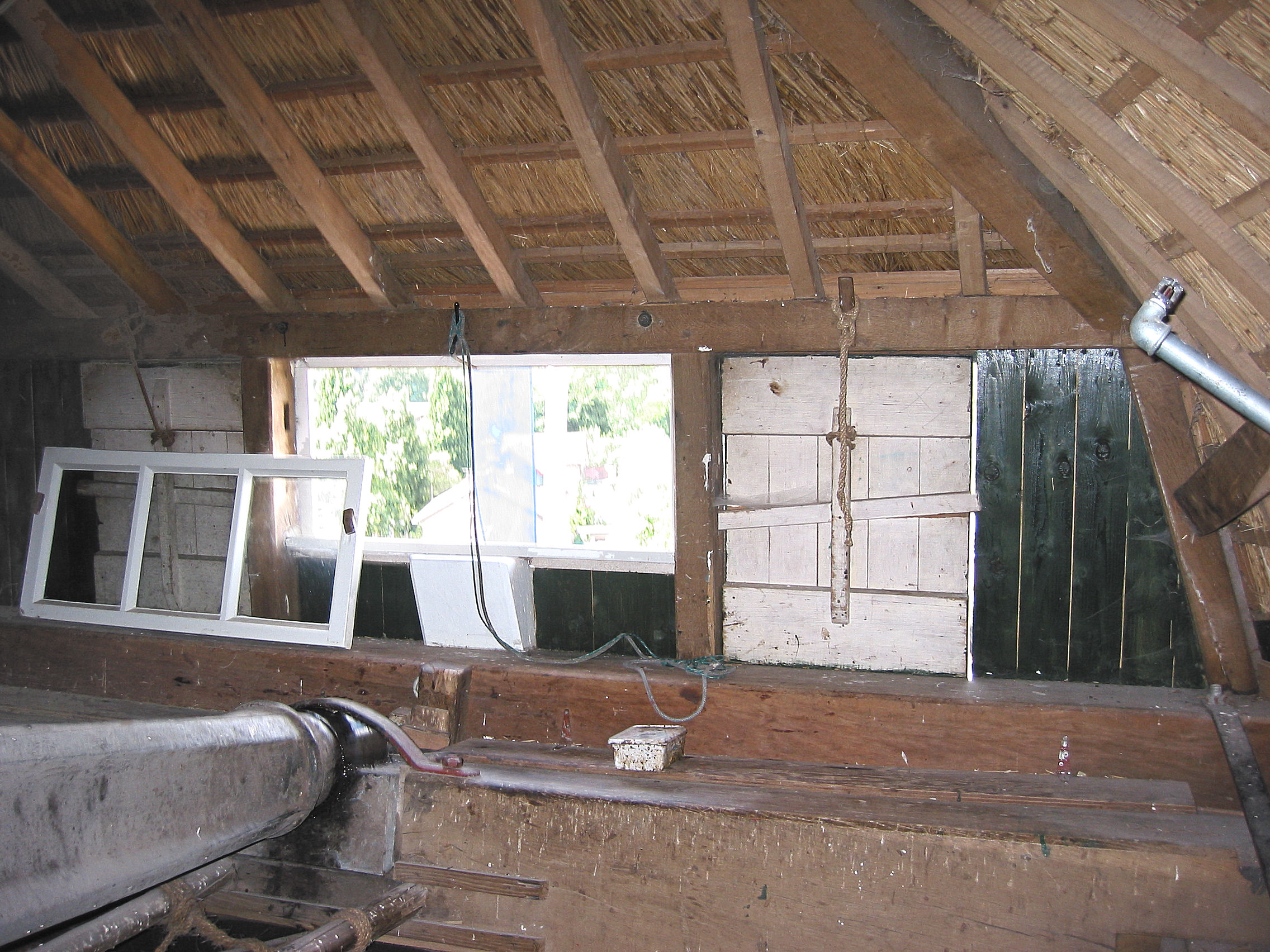
Achterkeuvelens
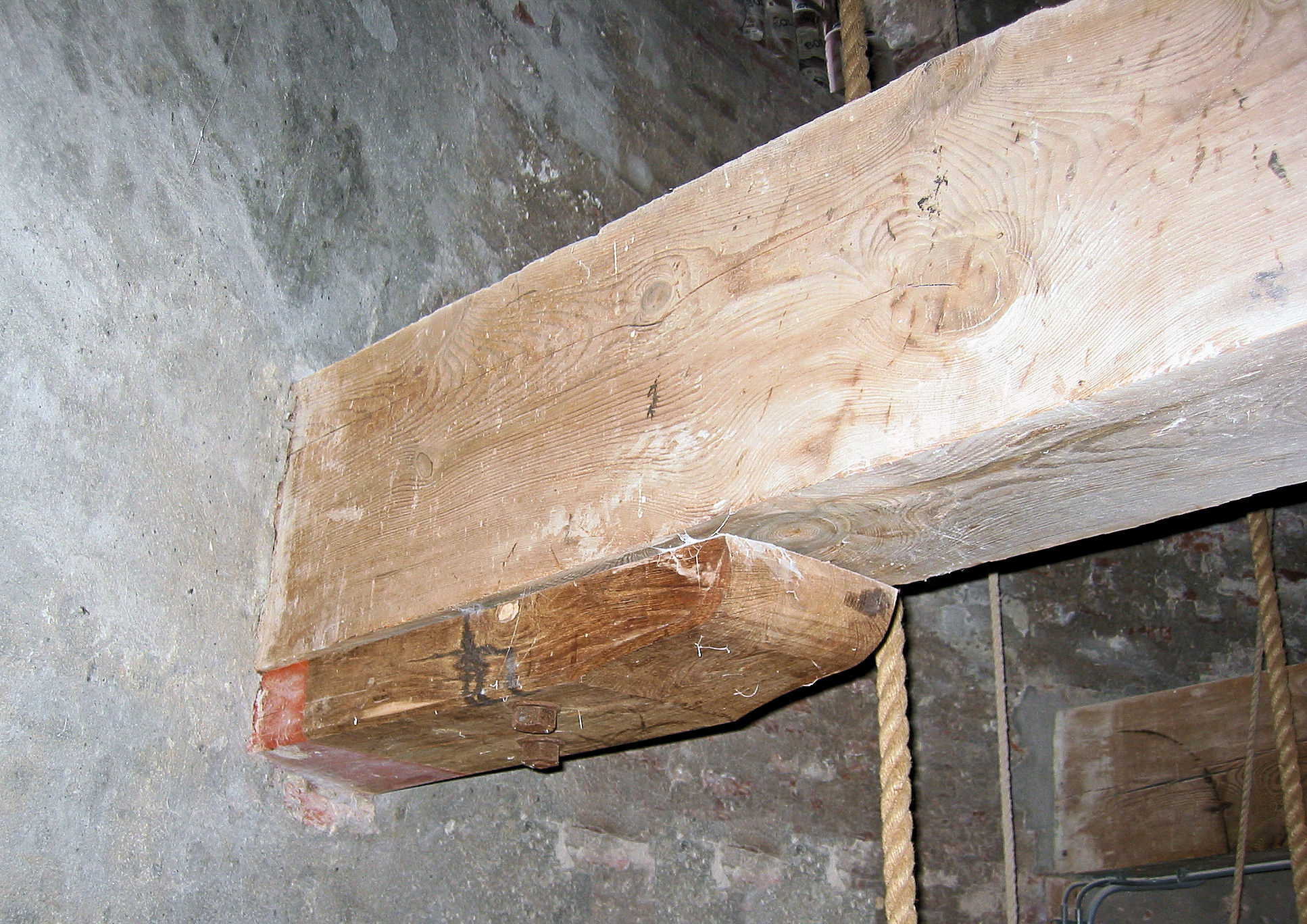
Sleutelstuk onder balkkop
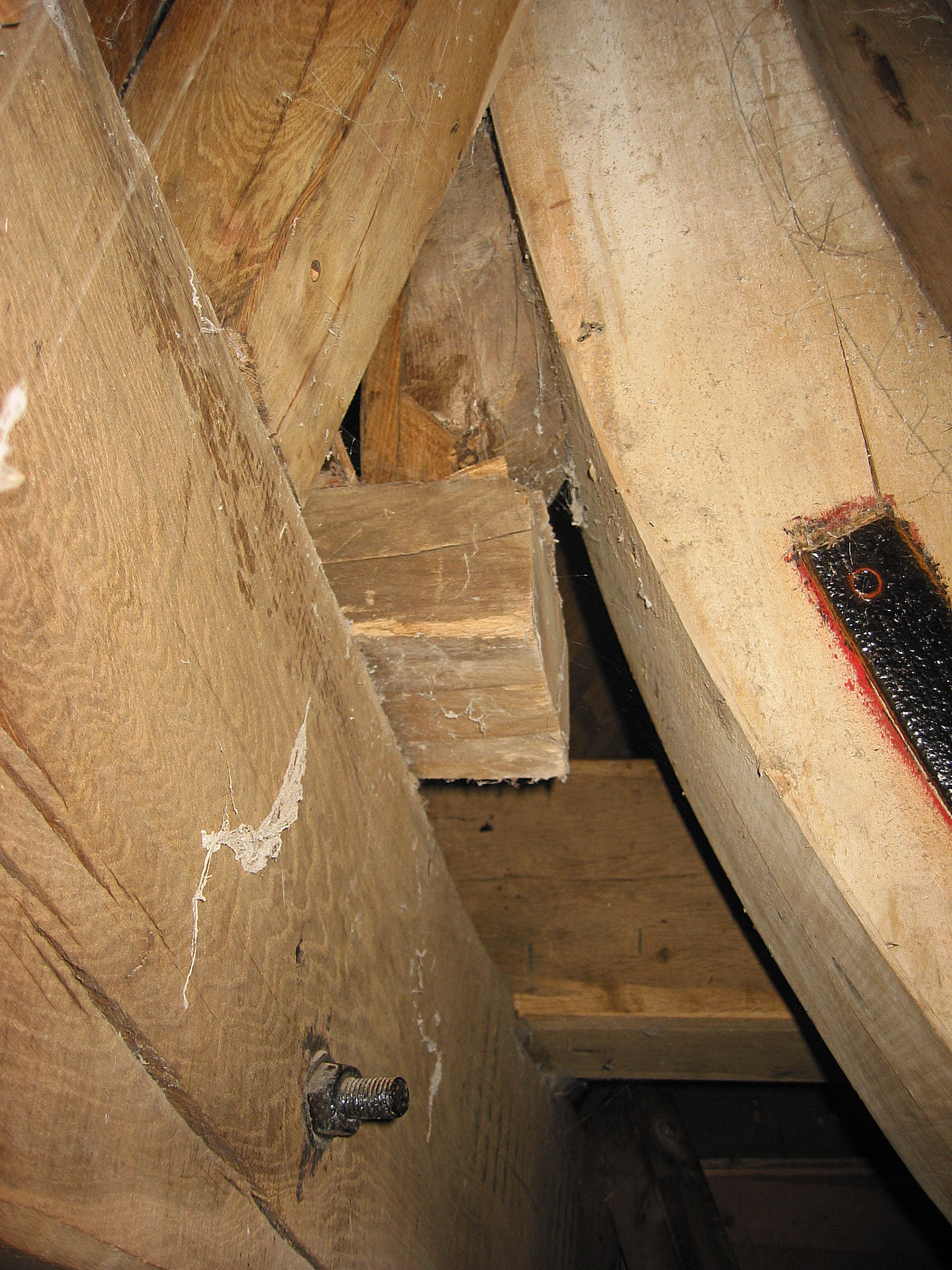
Rust (steunblok) vang
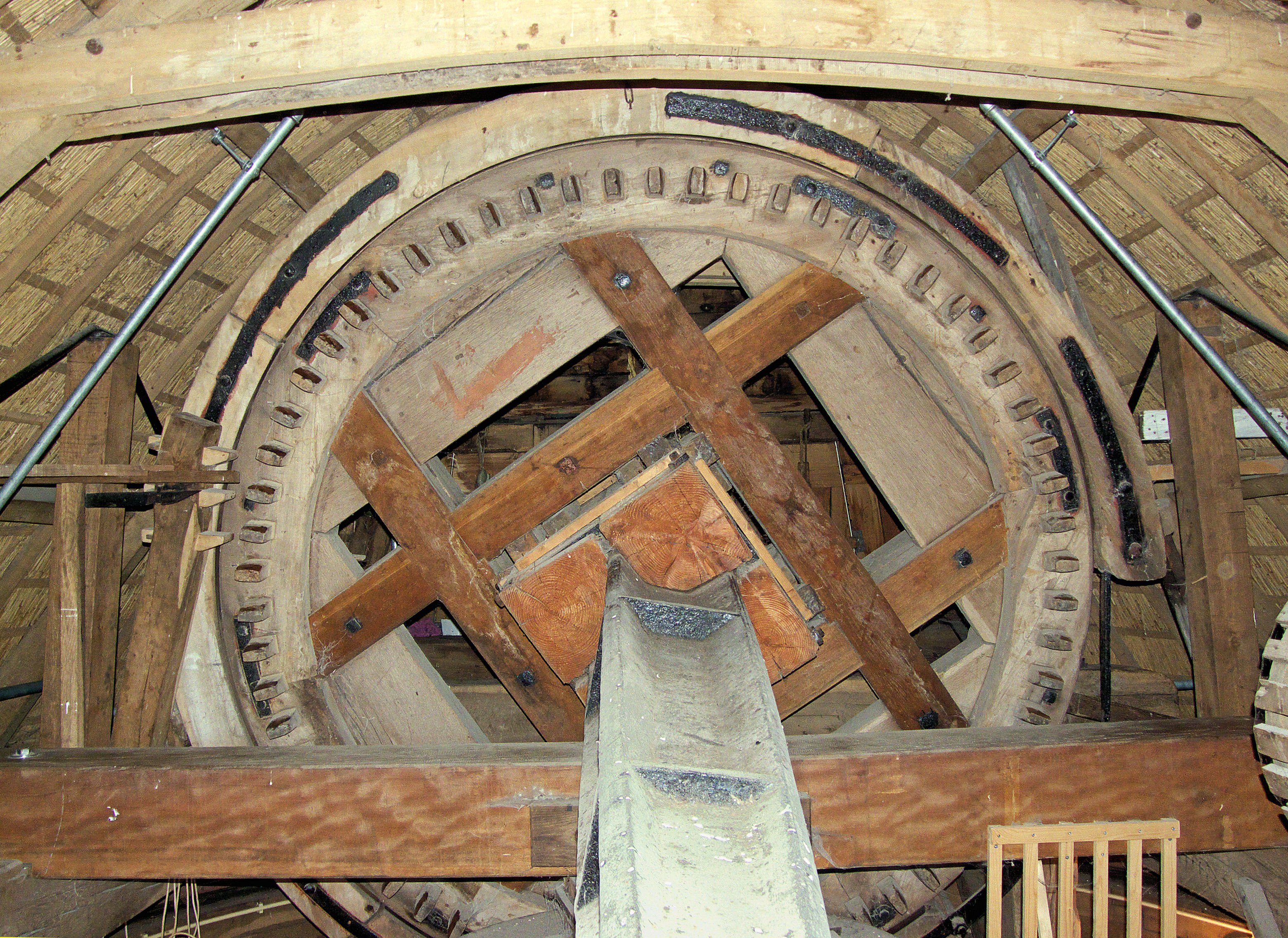
Vang om bovenwiel; rechts zit de ophanging (koebout) en links de rust
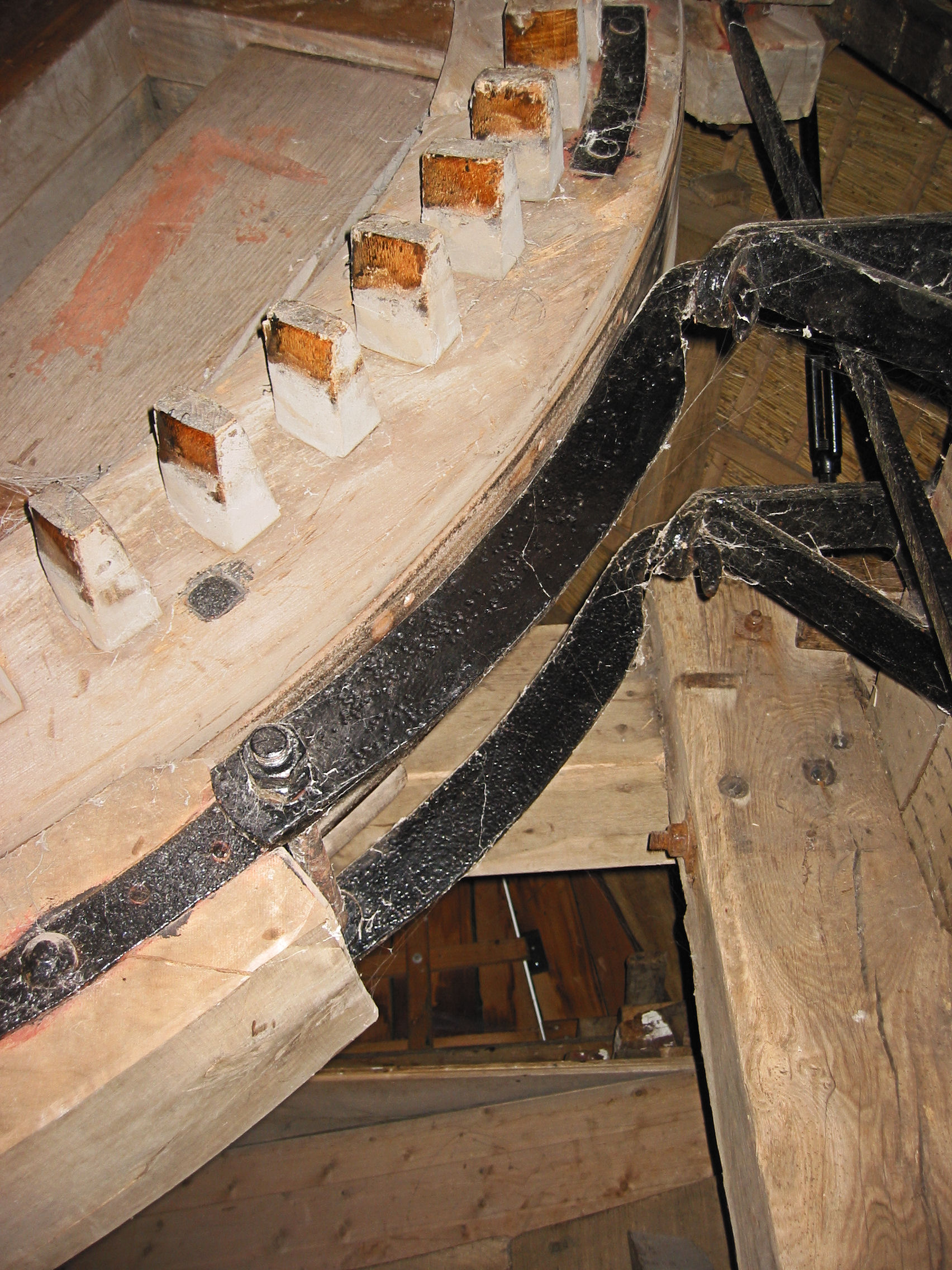
Ophanging (koebout) vang
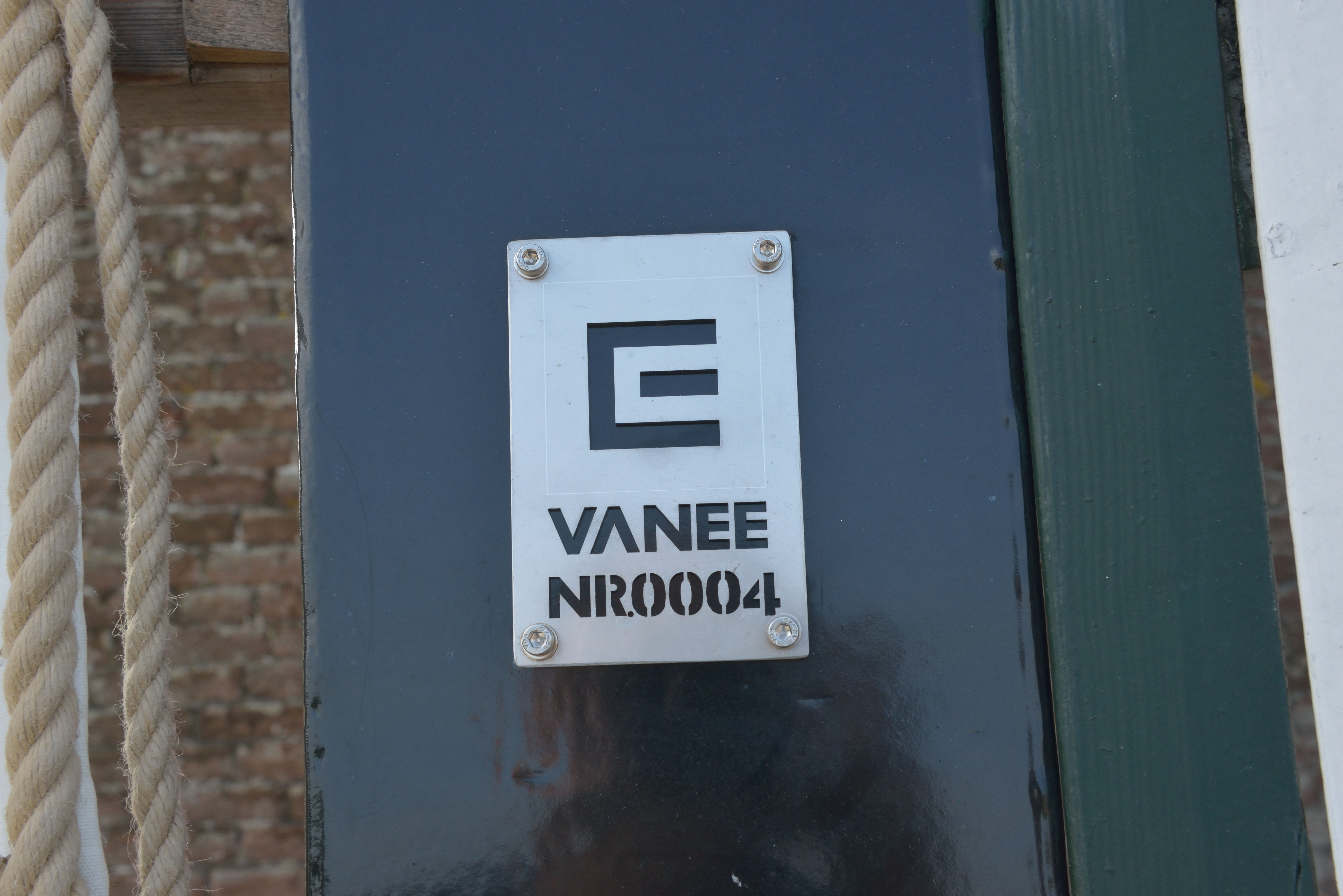
Roeplaatje nieuwe buitenroe

## Bron
- Korenmolen "De Hoop" Garderen, H.E. van der Vlist en G.W. de Lange, Uitgave:Vereniging Plaatselijk Belang Garderen, tweede druk juli 2004.